# Jeu de rôle sur table
Ne doit pas être confondu avec d'autres formes de jeu de rôle.

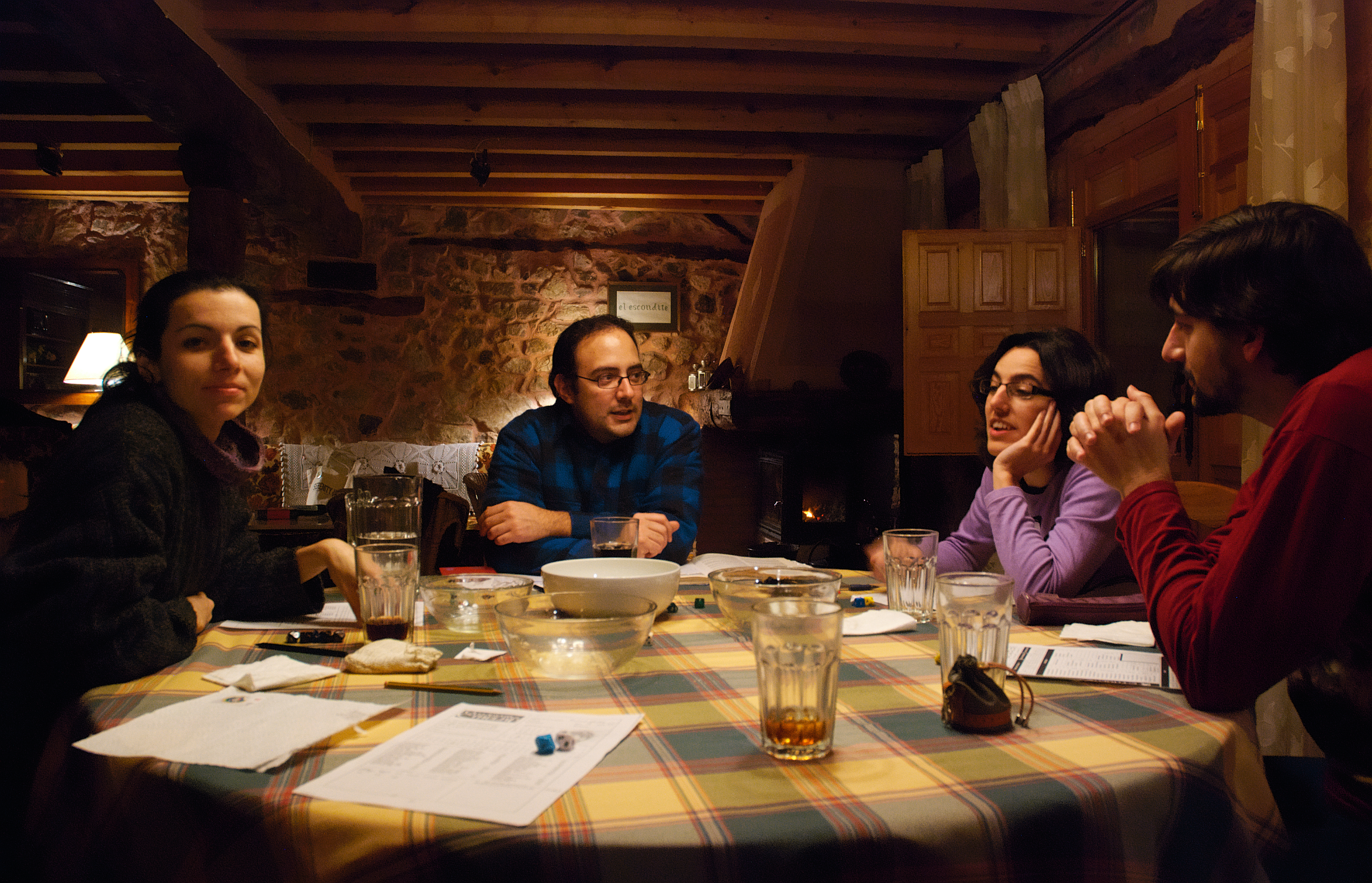
Groupe de joueurs durant une partie privée. Les dés, feuilles de personnages, crayons, boissons et collations sont les ingrédients d'une partie classique de jeu de rôle sur table.

Le jeu de rôle sur table (de l'anglais tabletop role-playing game) ou (désuet) jeu de rôle papier (d'après pen-and-paper role-playing game), simplement appelé jeu de rôle ou JDR par ses pratiquants, est un jeu de société dans lequel les participants conçoivent ensemble une fiction par l’interprétation de rôles et la narration, dans le cadre de contraintes de jeu qu’ils s’imposent.
Les joueurs de jeu de rôle sont appelés « rôlistes ».
Dans sa forme traditionnelle, ce jeu rassemble les joueurs durant la partie autour d'une table, avec communément pour accessoires des dés et feuilles de papier. Aujourd'hui, la pratique est largement étendue à des tables virtuelles, appelées VTT (de l'anglais Virtual TableTop), rassemblant les joueurs pour des parties sur Internet.
Le jeu de rôle sur table a inspiré d'autres formes de jeux de rôle ludiques tels que le grandeur nature et certains jeux vidéo.

## Description

### Jeu de rôle en tant que publication
Les jeux de rôle ont habituellement deux dimensions importantes : les règles du jeu, et la description de l'univers fictionnel, le cadre imaginaire dans lequel se déroulent les parties. Un jeu de rôle est donc essentiellement un texte, le plus souvent accompagné d'illustrations.
Un jeu de rôle se présente ainsi traditionnellement sous la forme d'un livre ou d'une gamme de livres contenant les règles et des informations sur l'univers du jeu, mais il est parfois vendu sous la forme de boites contenant divers accessoires supplémentaires (dés, cartes, feuilles de personnages, etc). Il peut aussi être distribué sous forme électronique (livre numérique). Le code Dewey pour la classification en bibliothèques est 793.93.
La taille des livres varie grandement. On peut trouver des micro-jeux ; citons par exemple In medias res qui tient sur huit pages au format A7 (équivalent d'une page A4), soit environ 4 400 signes, 800 mots, décomposé en une page de titre, cinq pages de règle et deux pages pour l'univers fictionnel. Le site Internet Scriiipt.com a organisé un concours consistant à créer un jeu de rôle en 250 mots. À l'opposé, les règles de Donjons et Dragons se présentent sous la forme de trois livres — Manuel des joueurs, Guide du maître et Manuel des monstres — de plusieurs centaines de pages : pour l'édition 3 (D&D3), chaque manuel comporte 320 p. (soit 960 p. au total), et l'univers fictionnel est développé dans d'autres ouvrages.
Un jeu comprend souvent plusieurs ouvrages, le Guide du rôliste galactique utilise d'ailleurs le terme de « gamme ». Dans la très grande majorité des cas, il faut au moins posséder un ouvrage pour pouvoir jouer, ouvrage que l'on appelle « livre de base » (LdB) dans le jargon rôliste. Pour Isabelle Périer, le livre de base doit à la fois être un mode d'emploi didactique, et en même temps un support de rêverie, afin d'être attractif pour le meneur et les joueurs et de faciliter l'immersion. Ce rôle d'immersion peut être assuré par :
- les illustrations ;
- la présence de nouvelles ;
- le style du texte, qui peut prendre la forme d'un récit plutôt que d'un exposé didactique ;
- la mise en page, « mise en scène » du texte, qui peut intégrer des éléments intra-diégétiques, comme des lettres ou coupures de journaux internes à l'univers fictionnel ; l'ouvrage peut se présenter lui-même comme un objet fictionnel, comme les manuels de D&D3 qui ressemblent à des grimoires.

Un jeu de rôle est donc (en général) un ouvrage à lire. Certaines personnes prennent un plaisir à lire des ouvrages de jeu de rôle sans y jouer, notamment par le fait qu'ils évoquent des univers et des potentiels d'aventures dans lequel l'esprit du lecteur peut vagabonder,.

### Jeu de rôle en tant que pratique: la partie de jeu de rôle

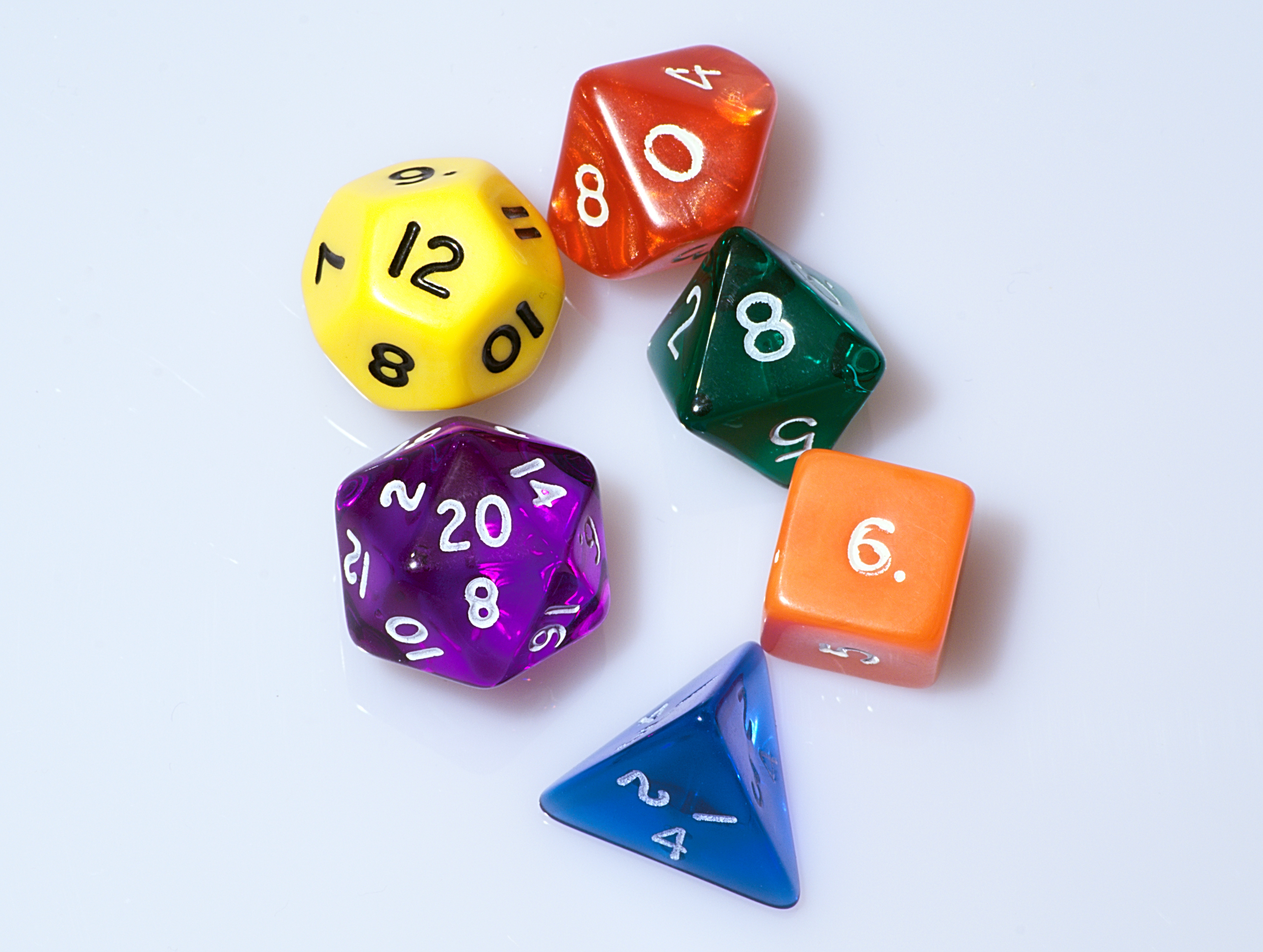
Les différents dés spéciaux polyédriques souvent utilisés dans les jeux de rôle.

Du point de vue de sa forme, une partie de jeu de rôle consiste essentiellement en des dialogues. Une partie de jeu de rôle est donc essentiellement un groupe de personnes, au minimum deux, sans besoin de matériel spécifique. Pour Ludovic Schurr, un jeu de rôle est la réunion de plusieurs composantes :
- des participants à la partie (joueurs) ;
- pouvant communiquer les uns avec les autres ;
- interagissant dans un espace partagé imaginaire ;
- interprétant un (ou plusieurs) rôles (quoique cette composante puisse parfois être mise de côté sous certaines conditions) ;
- avec au moins un mécanisme pour arbitrer les situations incertaines (et éviter de « jouer aux gendarmes et aux voleurs “— j'tai tué !” “— nan, c'est pas vrai, chuis pas mort !” »).

Dans la pratique, le groupe de joueurs dispose en général de matériel :
- une table et des chaises ;
- du papier et des crayons, pour prendre des notes et noter des éléments relatifs aux règles du jeu,
  - en particulier une fiche décrivant chaque personnage important de la fiction, appelée de manière générique « fiche de personnage » ;
- des dés, mais il existe des jeux de rôle n'utilisant pas de dés ;
- un exemplaire du livre de base, sous forme papier ou numérique ;
- des éléments décrivant la structure de l'histoire à vivre, sous la forme d'un « scénario » (livret imprimé) ou simplement quelques notes jetées sur une feuille ;
- un écran ou paravent, permettant de cacher certains éléments aux joueurs (typiquement le scénario à découvrir), et qui reprend souvent un résumé des règles ;
- parfois des figurines pour représenter la disposition des personnages.

Comme tous les jeux, il peut se décrire sous la forme d'une procédure. La procédure générale est, :
1. Préparation de la partie :
  1. Détermination des éléments-cadre de la fiction. Cela peut être de la responsabilité d'un joueur particulier (le meneur de jeu, dans les jeux de rôle « classiques », les éléments-cadre portent alors le nom de « scénario »), cela peut être déterminé aléatoirement ou bien être un choix collégial.
  2. Détermination des personnages qu'incarnent les joueurs, les personnages-joueurs (PJ). Les personnages peuvent être utilisés pour plusieurs parties (campagne), ou bien pour une partie unique (one shot).
2. Un des joueurs (le meneur de jeu s'il y en a un) présente une situation mettant en scène les personnages-joueurs, et pose la question « Que faites-vous ? »
3. Les joueurs posent des questions pour éclaircir l'exposé de la situation, et énoncent ce que tentent de faire leurs personnages.
4. Les joueurs déterminent les conséquences de ces tentatives d'action, ce qui fait évoluer la situation.
5. Retour au point 2.

Le jeu se termine lorsque l'histoire ainsi créée trouve un aboutissement : conclusion d'une enquête, réalisation ou échec d'une mission, stabilisation d'une situation…
Vivien Féasson propose de décomposer le jeu en séquences élémentaires du type,, :
Séquence de la proposition-acceptation
1. Proposition du joueur.
2. Validation de la proposition et intégration dans la fiction.

Séquence de la résolution de conflit par le test
1. Proposition du joueur (le joueur fait comprendre que son personnage veut tenter quelque chose).
2. Refus de validation et contre-proposition du meneur (le meneur de jeu répond que l’action est incertaine et propose un test pour réussir. Il laisse aussi entrevoir les conséquences négatives d’un éventuel échec).
3. Test (selon le jeu, on réfléchit aux modificateurs, aux traits mobilisés, on fait appel à l’aléatoire ou pas, on compare les valeurs finales, etc. puis on teste et on détermine si l’action réussit ou échoue).
4. Intégration de la proposition gagnante dans la fiction.

Le support de l'imaginaire est très important. Des dés, du papier et des crayons constituent l'essentiel des accessoires nécessaires pour jouer. Les rôlistes font une interprétation du rôle de leur personnage.
Le jeu de rôle se distingue des autres jeux de société car il n'y a généralement ni gagnant ni perdant. Il constitue une forme interactive de conte, basée sur des relations sociales et collaboratives plutôt que sur la compétition. Le but du jeu est simplement le plaisir qu'on éprouve à participer à une histoire, à interpréter un rôle et à faire évoluer son personnage pour le rejouer dans une partie future.
Une partie ou séance réunit un groupe de joueurs. La fréquence des séances de jeu est très variable : quotidienne, hebdomadaire, mensuelle… Une séance dure généralement plusieurs heures suivant l'envie et la disponibilité des participants. La tradition rôliste veut qu'une bonne partie de jeu se mesure en quatre à huit heures, voire douze heures et plus, agrémentées de pauses ; on peut avoir des parties courtes de l'ordre de deux heures. Tout dépend de la longueur de l'aspect simulationniste des règles et/ou de la capacité des joueurs à rentrer dans l'ambiance.
La manière dont est organisée la table dépend de la manière de jouer, et notamment de la responsabilité de chaque joueur. Dans les jeux de rôle dits « classiques » ou « traditionnels », un des joueurs endosse le rôle du meneur de jeu (MJ). Le meneur de jeu détient l'autorité générative et résolutive la plus haute parmi les participants,. Dans ce cadre, il a la responsabilité :
- de préparer la partie, et notamment un scénario : soit il l'écrit, soit c'est un scénario préexistant qu'il doit alors s'approprier (le lire, prendre des notes…) ; ce scénario décrit la trame de l'histoire à venir (lieu, personnages non-joueurs…) ;
- de décrire aux joueurs la situation initiale, de lancer l'histoire ;
- de décrire aux joueurs ce que perçoivent les personnages-joueurs, et les conséquences de leurs actions, en appliquant des règles.

Dans les jeux dits « à autorité distribuée » ou « à responsabilité distribuée », il n'y a pas de scénario ni de meneur de jeu, ou plutôt chaque joueur a une part de la responsabilité du MJ et de la création de la trame : soit à chaque instant, soit à tour de rôle. On parle parfois de « jeu sans MJ », même si l'expression « jeu à multiple MJ » serait plus exacte, et parfois de « jeu narratif ».
Il y a en fait un continuum entre ces deux situations extrêmes. Dans tout jeu de rôle, il y a un partage de l'autorité, de la responsabilité de la narration, mais le degré de partage, de « serré » à « large », varie selon le jeu pratiqué et le groupe de joueurs,.

### Définition

#### Jeu de rôle en général
Le jeu de rôle, dans sa forme la plus générale, peut être défini comme étant « des gens qui se réunissent pour élaborer collectivement une fiction ». Joseph Young parle quant à lui de « l'espace imaginaire commun », pour désigner ce qui est commun dans la manière dont chacun des joueurs imagine l'histoire.
La définition ne se limite pas aux jeux de rôle sur table et inclut les jeux de rôle grandeur nature, soirées enquête et murder parties.
Pour Olivier Caïra, le jeu de rôle est :
- un jeu interactif analogique : « la diégèse est administrée, décrite, arbitrée par [des joueurs] humain[s] », le jeu se fait en langue naturelle qui est interprétée de manière équivoque ; cela l'oppose aux jeux numériques, le terme ne désignant pas la technologie informatique mais le fait que les instructions sont traitées de manière univoque (les échecs étant un jeu numérique même lorsqu'il est joué avec des pions sur un tablier) ;
- la communication analogique inclut également la gestuelle, le dessin, la musique et des figurines sculptées ;
- c'est un dispositif ludique incomplet : c'est la parole des joueurs qui donne naissance à la fiction, le jeu ne se limite en général pas à une fiction écrite en amont qui se déroule ;
- il repose sur un dispositif pauvre : un manuel, des feuilles de personnage, des dés…
- contrairement à de nombreux jeux, l'échec est intéressant d'un point de vue ludique et narratif ; et à l'opposé de certains jeux que l'on peut recommencer, il n'y a pas de « sauvegarde » ni de « remise à zéro », un échec est définitif ;
- le cadre du jeu est un environnement sous-déterminé : il n'est pas sur-déterminé — il n'y a pas d'événement extérieur qui impose quoi que ce soit (par exemple la scène au théâtre, la météo pour un jeu de rôle grandeur nature) — ni déterminé tout court — l'environnement n'a pas été entièrement envisagé en amont (par exemple le scénario d'un film ou les scènes d'un jeu vidéo) —, il est sous-déterminé car soumis à l'improvisation des joueurs ;
- c'est une « écologie de l'intrigue » : le jeu est structuré comme un écosystème — un environnement qui interagit avec les personnages — et scénarisé dans une logique de mise à l'épreuve ; il ne s'agit pas de proposer des bifurcations d'une narration pré-écrite, mais de proposer des mises en tension dont la résolution est plus ou moins préétablie. « Penser la diégèse comme un environnement semé d'obstacles et de ressources, traversé de complémentarités et de rapports de force, c'est aussi se donner les moyens d'enrichir la narratologie d'une attention nouvelle aux foyers de tension narrative, ce que j'appelle les tenseurs environnementaux. […] Les discontinuités géographiques — dont regorgent notamment les mondes de la fantasy — en sont un bon exemple : une faille ou une caverne créent davantage de tension qu'une plaine ou une paroi lisse. Un isthme, un détroit, un col sur une carte fictionnelle, et ce sont des mouvements de troupes et des rivalités commerciales qui se dessinent. »

Les jeux de rôle sont divers, mais ils suivent tous quelques règles générales :
- une proposition d'un joueur devient une situation, donc est intégrée dans le contenu fictionnel, si tout le monde l'accepte ; cette acceptation est en général tacite, mais à l'inverse, un autre joueur peut faire une contre-proposition, par exemple si un joueur fait comme proposition « je sors ma dague »
  - un joueur fait la contre-proposition « fais un jet d'habileté… Échec, la dague t'échappe et tombe par terre »,
  - ou bien un autre joueur fait la contre-proposition « non, car ne te faisant pas confiance, je te l'avais dérobée » ;
- le joueur qui définit un obstacle ou un adversaire n'est pas celui qui est chargé de le surmonter (principe de Czege (en))[22].

#### Jeu de rôle classique
Dans les jeux de rôle « classiques », un joueur est appelé « meneur de jeu » (MJ) et a un rôle particulier :
- c'est lui qui définit les obstacles et les adversaires pour les autres joueurs ;
- c'est lui qui a le dernier mot pour déterminer si une proposition est acceptée ou rejetée, d'où son rôle d'arbitre ;
- il prépare la partie, c'est-à-dire qu'il définit des éléments qui sont inconnus des autres joueurs en début de partie et ne leur sont révélés qu'éventuellement en cours de partie, d'où son rôle de conteur ; ces éléments préétablis forment le scénario ;
- alors que chaque joueur a la responsabilité des actions d'un personnage particulier — appelé personnage-joueur (PJ) —, le meneur de jeu a la responsabilité des propositions concernant l'environnement (décor) et tous les autres personnages du contenu fictionnel — les personnages non-joueurs (PNJ).

Le jeu de rôle « classique » peut ainsi être défini de manière plus restrictive :

« un système de création d'histoire épisodique et participatif, qui comprend un nombre de règles quantifiées, et qui aide un groupe de joueurs et un meneur de jeu à déterminer comment sont résolues les interactions spontanées de leurs personnages fictifs. »

— D. MacKay ,  The Fantasy Role-Playing Game

« Un jeu de rôle « classique » est un jeu de société [au cours duquel] une poignée de joueurs va se rassembler autour d'une table pour interpréter leurs personnages, dans un univers donné, et dans une intrigue développée par le [meneur de jeu]. Les seules limites du jeu de rôle sont les règles du jeu et l'imagination »

—  « Icosaèdre #1 - Définition et Origines du JDR », sur Youtube, 3 septembre 2015, 4 min 02 s – 4 min 21 s

« Des joueurs se réunissent autour d'une table pour une période de 3 h à 6 h. Ils créent des personnages qui seront les avatars à travers desquelles ils interagiront avec l'univers imaginaire décrit par le maître du jeu […]. Les participants œuvrent ensemble pour faire avancer le scénario. Le but est de nourrir son esprit d'imagination tout en partageant un bon moment. »

— Sacha Joubert et Florian Lafosse,  Ils ont conçu un jeu de rôle fantastique
La Fédération française de jeux de rôle a adopté la définition suivante :

« Le jeu de rôle est un jeu de société coopératif. Un joueur particulier, le meneur de jeu, met en scène une aventure dans un cadre imaginaire en s’aidant d’un scénario. Les autres joueurs interprètent les personnages principaux de cette aventure. Le jeu consiste en un dialogue permanent au moyen duquel les joueurs décrivent les actions de leurs personnages. Le meneur de jeu décrit à son tour les effets de ces actions, interprète les personnages secondaires et arbitre la partie en s’appuyant sur des règles. »

—  Définitions du jeu de rôle
Le Guide du rôliste galactique utilise les critères suivants pour savoir si un jeu peut figurer dans leur base de données :
« il faut être plusieurs pour faire une partie de JdR. Pas forcément plusieurs au même endroit, mais il faut des relations — visuelles, vocales, électroniques, ou autres — entre au moins deux personnes. Ce qui exclut les livres-jeux où l'on est seul avec le livre, entre autres.

Le second critère est la base sociale du jeu de rôle : le résultat d'une action est interprété — toujours — par un humain. Cela peut être plus ou moins aidé ou dirigé par les règles et le scénario, mais en fin de compte, c'est toujours un joueur ou groupe de joueurs qui décide des conséquences d'une action. Re-exit les livres-jeux, mais aussi les jeux sur ordinateur (en ligne ou non) quand c'est un logiciel qui détermine les conséquences des actions d'un personnage.
À côté de ça, plusieurs critères peuvent intervenir qui sont communs à de nombreux jeux de rôle. Mais tous ne servent pas forcément, on trouve des exceptions. Ce sont :
- un meneur de jeu — mais parfois ils peuvent tourner, ou les joueurs faire un meneur collectif ;
- la création de personnage — mais certains scénarios se jouent avec des pré-tirés seulement ;
- l'évolution des personnages (l'expérience) ;
- des dés ou autre élément de hasard (cartes, pièce, jetons…) mais certains jeux n'en possèdent pas ;
- des actions qui sont plus imaginées que mimées, contrairement au grandeur nature ou au théâtre ;
- pas de vainqueur, même si certains JdR ont des critères pour déterminer le “meilleur” joueur ou perso ;
- la possibilité de vivre plusieurs histoires différentes avec le même personnage ;
- une diversité des personnages, et pas seulement des stéréotypes posés sur des “pions génériques” (on joue un villageois aux Loups-garous de Thiercelieux, mais rien ne différencie un villageois d'un autre). »

—  Est-ce du JdR sur table que l'on fiche ?
Il ne s'agit pas d'une définition de ce qu'est un jeu de rôle, mais simplement un critère de sélection, sachant qu'il ne leur est pas possible de chroniquer la totalité des jeux.

#### Frontières du domaine «jeu de rôle»
Définir un domaine, c'est tracer ses frontières. Les manières de pratiquer le jeu de rôle étant diverses, on peut donc tenter de définir ce qu'elles ont en commun et quels sont les jeux qui s'en approchent mais qui ne sont pas des jeux de rôle.
Une partie de jeu de rôle est un dispositif qui met en œuvre
- des joueurs et joueuses incarnant des personnages, dont parfois un meneur de jeu ;
- un cadre fictionnel (le monde, la diégèse, le background) avec lequel les personnages interagissent (monde qui peut être préécrit ou bien défini en début de partie) ;
- des événements pour attirer ou pourchasser les personnages (préécrits, c'est alors un scénario, ou bien tirés au hasard, ou bien déterminés à la volée en improvisation) ;
- des règles sur la manière dont on bâtit l'histoire (et qui peuvent comprendre des règles de résolution d'action).

Les différentes manières de jouer forment un continuum au sein de ce domaine. Parmi les jeux s'approchant de ce domaine mais n'en faisant pas partie, on peut citer :
- des jeux de société : Il était une fois…, Descent : Voyage dans les ténèbres ;
- des pratiques mimétiques : cosplay ;
- le théâtre d'improvisation ;

### Forme de littérature orale
Le jeu de rôle consiste généralement à créer oralement une histoire. C'est donc une forme de littérature orale. Jessica Hammer distingue trois niveaux d'autorité :
- l'auteur primaire est celui qui développe les règles et le monde fictionnel, ce qu'elle nomme le « texte primaire » ;
- l'auteur secondaire est celui qui écrit le scénario d'une partie ; il utilise le texte primaire et le met en œuvre pour des situations particulières ;
- l'auteur tertiaire, c'est le joueur, celui qui « écrit » le texte de la partie en cours ; il se base sur le scénario, lui-même s'intégrant dans le monde fictionnel, mais ce sont ses choix qui déterminent l'histoire, et ceux-ci ne peuvent être anticipés.

Vivien Féasson note que le jeu de rôle est une activité par essence métafictionnelle :

« […] nous, rôlistes, sommes à la fois les auteurs et les spectateurs de la fiction que nous créons et découvrons tout à la fois. Si vous me permettez l’analogie, nous nous retrouvons dans une position proche de celle d’un pool de scénaristes. Ceux-ci doivent nécessairement parler de la fiction qu’ils sont en train de créer, des motivations des personnages, de ce qui se cache derrière les événements, du rythme, de la cohérence interne à l’histoire, etc. Après tout, il faut bien qu’ils se mettent un minimum d’accord, sans cela la copie finale aura un aspect pour le moins chaotique. Pour avancer à peu près dans le même sens, les joueurs de jeu de rôle doivent ainsi communiquer sur ce qui se passe, poser des questions, demander des précisions, exiger des corrections. Les règles elles-mêmes renforcent d’ailleurs cette dimension : elles constituent une structure sous-jacente à la fiction mais ne sont pas la fiction elle-même.
[…]
[Les discussions hors-jeu] dans les scénarios dits « d’enquête » où les joueurs passent plus de temps à réfléchir à l’énigme qu’à incarner un personnage ou vivre quoi que ce soit. »

— Vivien Féasson, Le jeu de rôle, art méta-fictionnel par excellence
Selon lui, l'un des rôles du meneur de jeu est d'atténuer cette dimension métafictionnelle en cadrant les choix proposés aux autres joueurs, et en leur évitant ainsi d'avoir à réfléchir sur le déroulement même de la fiction. Le meneur de jeu peut ainsi faciliter l'immersion des joueurs.

### Média
« Comme la littérature et le cinéma, le JdR est un média »

— Coralie David et Jérôme « Brand » Larré ,  Non, ce n'est pas qu'un jeu
Une partie de jeu de rôle consiste essentiellement en des échanges entre joueurs : échanges verbaux, mais aussi parfois écrits — échanges de petits papiers, écrits reproduisant des éléments de la fiction (éléments intra-diégétiques comme des coupures de journaux ou des lettres) —, graphiques (dessins, illustrations) ou sonores (musique, bruitages, onomatopées). En tant que moyen de diffusion permettant la communication de façon multi-latérale par un échange d'informations, c'est donc un média.
Selon Sébastien Delfino, le jeu de rôle est un « multimédia indirect, multilatéral, interactif, confidentiel et éphémère » :
- multimédia : il combine plusieurs techniques ; chaque jeu redéfinit les règles de transmission de l'information ;
- indirect : il nécessite une phase d'apprentissage, il n'est pas possible de le « consommer directement » contrairement aux autres médias ;
- multilatéral : tout le monde y participe, est créatif ; c'est ici que se pose la question du contrat social ;
- interactif : il se modifie au cours du jeu ;
- confidentiel : il ne se pratique généralement pas en public, même s'il existe maintenant des captations vidéo de parties et des parties jouées devant des spectateurs ; le public se limite aux participants ;
- éphémère : il disparaît au moment où l'on cesse de jouer, d'incarner le rôle ; l'acte principal du jeu de rôle est la prise de parole, ou autre mode d'expression, et le jeu est impossible si l'on ne s'exprime pas.

Cette dimension médiatique prend de l'importance avec la notion d'intertextualité et de transmédialité : un certain nombre d'œuvres ou d'univers fictionnels sont déclinés selon plusieurs médias : vidéo (film, série télévisée, web série), livres (romans, nouvelles), jeux vidéo, jeux de société, et donc éventuellement jeu de rôle. Par exemple, Donjons et Dragons est initialement un jeu de rôle qui s'est décliné en jeux de société, films, série animée, romans, jeux vidéo, livres-jeux.
Le jeu de rôle a d'ailleurs un certain nombre de points communs avec d'autres médias :

« le jeu de rôle [est un] hybride de jeu de société (il y a des règles, des cartes, des dés) et de théâtre d'improvisation. […] C'est comme un jeu vidéo de type RPG ou MMO dans lequel le meneur de jeu tient le rôle de l'ordinateur : description du décor, animation des PNJ, arbitrage des combats. »

— Johan Scipion, Briefing
Un certain nombre de jeux de rôle reprennent de manière officielle des œuvres, par une licence. Citons par exemple les premiers : Flash Gordon & the Warriors of Mongo (en) (FGU, 1977), Star Trek: Adventure Gaming in the Final Frontier (en) (Heritage Models (en) 1978), Dallas (en) (SPI (en), 1980), L'Appel de Cthulhu (Chaosium, 1981), James Bond 007 (Victory Games, 1983), le Jeu de rôle des Terres du Milieu (ICE, 1984), Marvel Super Heroes (TSR, 1984) ou La Compagnie des glaces (Jeux Actuels, 1986).
Selon Olivier Caïra,, c'est précisément l'explosion des loisirs audiovisuels qui a permis de créer des références culturelles partagées par une communauté et qui a donné naissance au jeu de rôle. Le jeu de rôle est donc par essence intertextuel et transmédiatique.
Par ailleurs, de nombreux meneurs de jeu adaptent leurs œuvres ou univers fictionnels préférés, ce que l'on pourrait rapprocher de la fanfiction.
Le jeu de rôle a des spécificités qui doivent être prises en compte lors du passage d'un média à l'autre. Tout d'abord, contrairement aux médias « figés » — diffusant des fictions, comme les films, séries télévisées, romans —, en jeu de rôle, l'histoire est à écrire. Ensuite, le jeu de rôle est centré essentiellement sur les personnages joueurs.

### Origines et analogies
Le jeu de rôle, dans sa forme dite « primaire », est souvent mis en œuvre spontanément : ainsi, les enfants dans la cour d'école qui s'interpellent de la sorte — « On dit que tu es le gentil et moi le méchant ! » — pratiquent une forme simple du jeu de rôle.
On peut décrire le jeu de rôle comme une réalité virtuelle sans ordinateur. On peut aussi le comparer à une histoire racontée au coin du feu, si chacun des participants raconte son histoire en l'ajoutant à la trame centrale, sans aucun support (dés...) durant la séance. On peut aussi faire l'analogie avec le théâtre d'improvisation, où un juge donne des éléments imposés à des acteurs.

## Histoire

### Du jeu de guerre au jeu de rôle
Les débuts de l'histoire moderne du jeu de rôle se confondent avec l'extrême popularité des jeux de guerre, les jeux de simulation de batailles militaires, de la fin des années 1960. En 1967, David Wesely introduit une variation dans la manière de jouer aux jeux de guerre. Au cours d'une partie de jeu de guerre napoléonien se déroulant dans la ville fictive de Braunstein, dont il est l'arbitre (les deux camps jouent dans des pièces séparées et seul l'arbitre connaît la totalité des positions, pour simuler le brouillard de guerre), il a l'idée de faire jouer d'autres personnes en leur attribuant un rôle : maire, banquier, doyen de l'université. Il renouvelle l'expérience, et Dave Arneson participe à l'un de ces « jeux de Braunstein » en tant qu'arbitre. Ce jeu introduit l'identification entre un joueur et un personnage, et est cité par Dave Arneson comme une des inspirations du jeu de rôle.
En janvier 1971, en s'inspirant du jeu allemand Armageddon, un britannique, Hartley Patterson, crée Midgard, un jeu par correspondance au cours duquel les joueurs, sous la direction d'un arbitre, explorent un monde inconnu en quête de trésors,. Le concept est exporté aux États-Unis d'Amérique en 1972 par Thomas Drake sous le nom Midgard II.
Gary Gygax, de son côté, crée en 1971 un nouveau type de jeu de guerre lié à la parution du Seigneur des anneaux en 1966 aux États-Unis. Ce jeu de guerre, appelé Chainmail, met en jeu pour la première fois des créatures fantastiques et de la magie. L'innovation qui doit permettre le passage au jeu de rôle est une règle optionnelle : une section permet le combat « un contre un » (ce que l'on nomme maintenant « échelle subtactique »). En effet, jamais auparavant une figurine n'avait représenté un individu, mais plutôt une armée ou une unité de combat. Le joueur peut donc s'y identifier. Le succès de cette innovation auprès des joueurs fait boule de neige.
Gary Gygax et Dave Arneson publient en janvier 1974 Donjons et Dragons, le plus célèbre et le plus ancien des jeux de rôle, proposant aux joueurs d'évoluer dans un monde médiéval-fantastique à la Tolkien en explorant les souterrains du sinistre Donjon de Blackmoor. Ils créent le concept de jeu de rôle en voulant faire vivre leurs soldats en dehors des champs de bataille.

« Presque tous les ingrédients du jeu de rôle étaient déjà dans les jeux de figurines militaires, surtout joués en campagne. Le saut fut de passer d’un joueur dirigeant plusieurs figurines dont un « commandant » à un jeu où il jouait uniquement ce personnage »

— Gary Gygax, Interview
Les mille exemplaires artisanaux de cette première édition trouvent rapidement preneurs. Une nouvelle édition, améliorée, voit le jour. D'autres éditeurs de jeux de guerre décident de se mettre à ces nouveaux jeux, dont certains comme The Chaosium et Game Designers Workshop auront un succès durable.
Parmi les jeux notables de cette époque, l'on notera pour le médiéval-fantastique Tunnels et Trolls en 1975, Chivalry and Sorcery et RuneQuest en 1977, mais surtout Advanced Dungeons & Dragons (TSR), nouvelle édition plus complète de Donjons et Dragons, qui fédérera l'essentiel des rôlistes jusqu'à la fin des années 1999. Entre 1980 et 1982 paraissent chez Iron Crown Enterprises les livrets du jeu Rolemaster, où l'accent est mis sur la complexité des mécaniques des règles.
En 1975 paraît la première revue consacrée aux jeux de rôle : Alarums & Excursions (en), dirigée par Lee Gold.
Les thèmes se diversifient cependant très rapidement pour s'orienter notamment vers le western avec Boot Hill (TSR, 1975), et la science-fiction d'abord avec Metamorphosis Alpha (en) (TSR, 1976), transposition de Donjons et Dragons dans un gigantesque vaisseau spatial, mais surtout Traveller (1977), premier véritable jeu de rôle de space opera, suivi du jeu Space Opera en 1980.
Le premier jeu de rôle original en français, de thème médiéval-fantastique, est publié en 1983 : L'Ultime épreuve.
Par la suite, de très nombreux jeux font leur apparition dans tous les pays. Certains abordent la plupart des thèmes chers aux œuvres de fiction tels que le médiéval-fantastique, l'horreur, la science-fiction, le cyberpunk. D'autres s'inspirent plus de l'histoire ou de l'actualité, et quelques-uns proposent des thèmes insolites tels que les toons, personnages de dessins animés.

### Donjons et Dragons

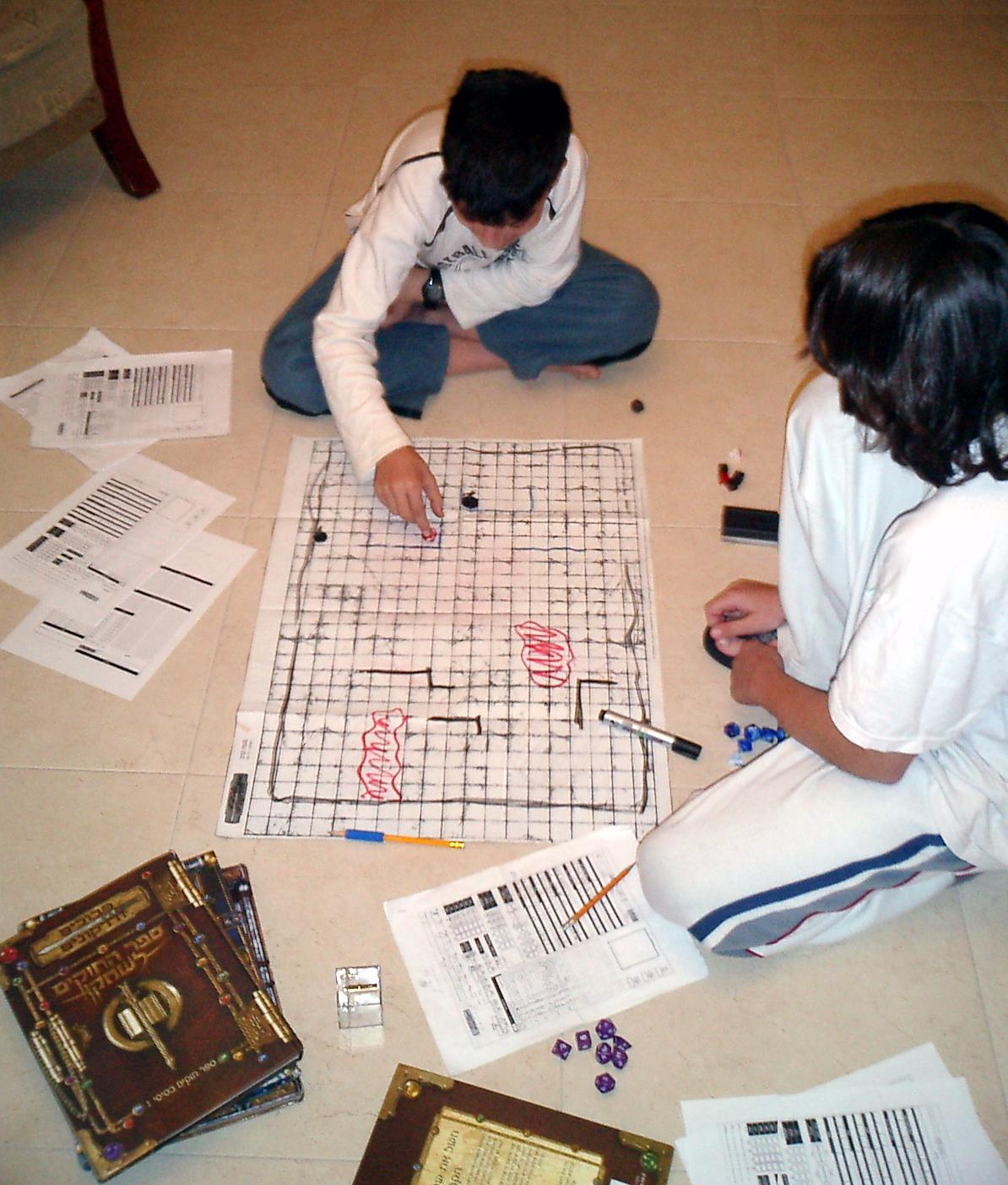
Joueurs typiques d'une partie de Donjons et Dragons, avec leur matériel : livres de règles, feuilles de personnages et crayons à papier, dés spéciaux et plan effaçable de type tableau blanc.

Créé dans les années 1970 par les Américains Gary Gygax et Dave Arneson, Donjons et Dragons fait partie des tout premiers jeux de rôles publiés, devenant l'un des précurseurs les plus illustres du genre. La première diffusion en France, confidentielle, de la version anglaise du jeu ouvrira la porte à une traduction, brisant ainsi la barrière de la langue et amenant à une popularisation du jeu.
Le succès de Donjons et Dragons et des autres jeux de rôle est important : de 1974 à 1982, plus de deux millions et demi d'exemplaires sont vendus. En 1988, les ventes montent à 8 millions d'unités pour ce seul jeu, chiffres jamais atteint par les jeux de guerre à l'origine des jeux de rôle.
Dès les années 1980, Donjons et Dragons, et de manière générale les jeux de rôle, sont vivement critiqués aux États-Unis. Plusieurs affaires de morts d'adolescents sont reliées abusivement au fait qu'ils jouaient à ce jeu. La disparition temporaire de James Dallas Egbert III, un étudiant de l'université du Michigan qui s'était caché dans les tunnels sous l'université (affaire connue sous le nom de Steam Tunnel Incident, "l'incident de la conduite de vapeur"), conduit le détective William Dear à mettre en cause le jeu, alors que l'adolescent souffrait notamment de dépression et d'addiction à la drogue. Patricia Pulling prétend que le jeu a des effets spirituels et psychologiques négatifs. Le jeu subit des attaques de la part de fondamentalistes chrétiens, comme Jack Chick,. Cette stigmatisation a été condamnée,, et des recherches académiques vont à l'encontre de ces allégations, et des éducateurs ont depuis soutenu que le jeu de rôle est bénéfique pour l'apprentissage de la lecture et de l'arithmétique,.

« D. & D. is a textual, storytelling, world-creating experience, a great apprenticeship for a budding author. But, more fundamentally, you cannot play D. & D. without reading—a lot. Ed Park […] celebrates the magnificent vocabulary of the game […]. Combined, the player’s manual, the Dungeon Master’s guide, and the monster manual (the core books of advanced D. & D.) add up to four hundred and sixty-eight pages of small-print, double-column text.
D. & D. est une expérience textuelle, narrative et de création d'univers, un grand apprentissage pour un auteur en herbe. Mais de manière plus fondamentale, vous ne pouvez pas jouer à D. & D. sans lire — et lire beaucoup. Ed Park […] loue le vocabulaire splendide du jeu […]. Au total, le Manuel du joueur, le Guide du maître et le Manuel des monstres (les livres de base des règles avancées de D. & D.) représentent pas moins de quatre cent soixante-huit pages de texte écrit en petits caractères et sur deux colonnes. »

— Jon Michaud

### Âge d'or
En 1989 est publié Hurlements, suivi en 1991 de Vampire : la Mascarade et en 1992 de Nephilim. Ces jeux sont plus axés sur les personnages, leur personnalité et leur interprétation par les joueurs. Ils mettent en avant la notion d'approche « narrative » du jeu, le but étant de bâtir une histoire, la logique est donc de faire primer la narration sur les jets de dés, le tout dans l'intérêt de l'ambiance. Vampire se focalise plus sur des conflits d'intérêts entre factions opposées, donnant au jeu une saveur politique en conférant un rôle central aux relations interpersonnelles et intrigues qui en découlent, et donc plus sur l'interprétation du rôle (roleplaying) que sur la progression de puissance à la D&D.
Ce concept remporte un vif intérêt, et l'atmosphère développée par Vampire : la Mascarade, dite « gothique-punk », se veut résolument « adulte ». Une révolution est en marche et beaucoup de jeux adoptent plus tard la même démarche.
En 1995, le jeu de rôle fait son entrée dans le Livre Guinness des records avec une partie d'une durée homologuée à 79h 36 m 20s, record encore détenu par l'association Stalagmythes de l'ESC Tours.
À la fin des années 1980 et dans les années 1990, le jeu de rôle « papier » commence à s'informatiser. Des éditeurs, comme Chaosium et Steve Jackson Games, ouvrent des serveurs BBS pour le support client, les tests de jeu et pour partager des documents, essentiellement des textes. En 1988, le jeu français Multimondes est distribué avec une disquette 5″¼ contenant des aides de jeu ; en 1990, un jeu de rôle français, Les Aventuriers de Laurent Ryder, est publié exclusivement sur disquette 3″ et 3″½ pour Amstrad CPC, Amiga et Atari. Des jeux de rôle amateurs sont distribués sous forme de fichiers texte sur des serveurs FTP ; certains perdureront, comme Fudge.

### Changement de génération

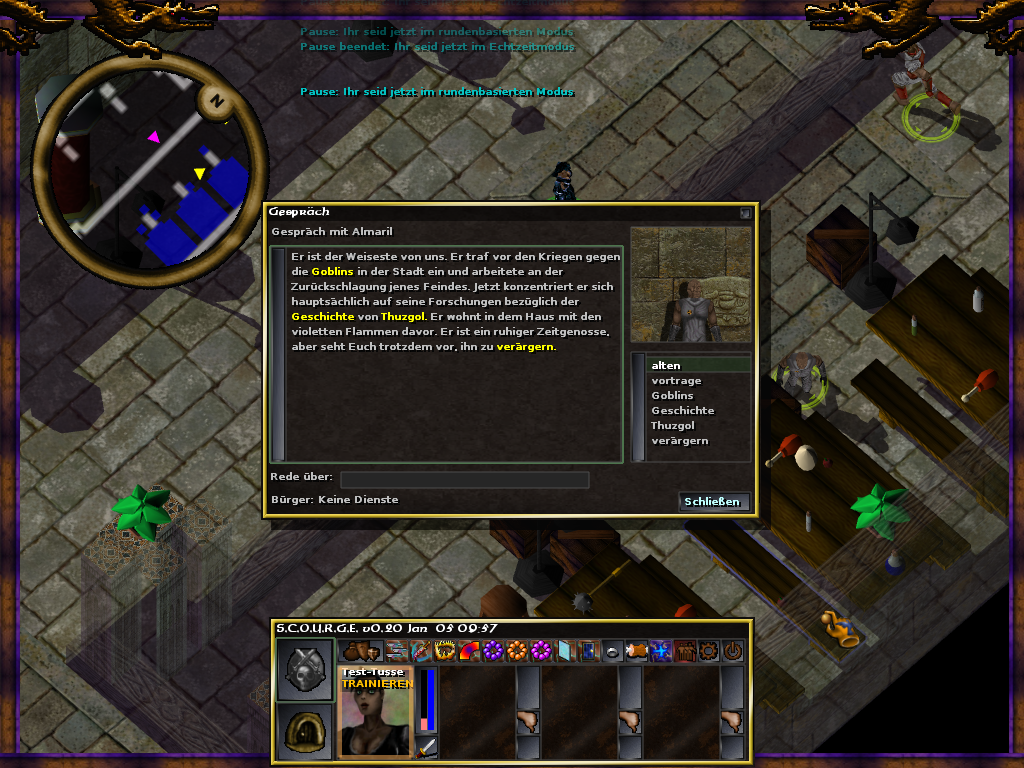
Scène de discussion dans un jeu vidéo de rôle, genre directement inspiré par les jeux de rôle sur table.

En 1993 arrivent d'autres loisirs qui modifient le monde des jeux de rôle et de simulation : les jeux de cartes à collectionner (JCC). Le premier est Magic : l'assemblée, un jeu de cartes à thème médiéval fantastique. En parallèle, le jeu vidéo de rôle (souvent désigné par l'acronyme anglais RPG) s'élargit pour devenir plus facile d'accès et mettant en avant le principe d'accumulation de puissance (points d'expériences et objets magiques) au détriment du jeu d'acteur (ou roleplay).
Le public cible des jeux de rôle se détourne de ceux-ci, au point que Wizards of the Coast, le créateur de Magic, rachète TSR, la plus importante société produisant des jeux de rôle, dont Donjons et Dragons.
Le milieu rôliste subit un ensemble de changement de pratiques durant les années 1990, liés notamment à la croissance d'autres supports tels que les jeux vidéo.

### Années 2000
Quatre phénomènes majeurs apparaissent dans les années 2000 : la licence ludique libre, la possibilité d'auto-édition par Internet, l'éclosion du narrativisme, et les jeux « à l'ancienne » (old school).
Dans le domaine du jeu de rôle « classique », l'éditeur Wizards of the Coast crée la licence ludique libre OGL (open game license), qui permet la réutilisation gratuite du système de jeu d20 system, décrit dans les ouvrages de Dungeons & Dragons 3e éd., sous certaines conditions. Cette ouverture de licence, à l'image du domaine du logiciel libre, crée une dynamique importante : de nombreux éditeurs créent du matériel de jeu — univers fictionnels, scénarios — sans avoir à créer un jeu complet, et le d20 system est « copié » pour donner naissance à de nombreux jeux. Plusieurs éditeurs, sans lien avec le d20 system, choisissent d'éditer leur jeu selon cette licence OGL, par exemple le D6 System (Open D6) ou l'EW-System.
Parallèlement, le développement de l'Internet permet à des projets amateurs de mûrir. Un certain nombre de projets attirent l'attention d'un public formant une communauté participant au développement et à la popularité de ces jeux ; ceci se concrétise parfois par une publication professionnelle. Le marché des jeux indépendants (indies) se développent. Le développement de l'édition numérique, notamment au travers de la plateforme d'impression à la demande DriveThru/Rapidejdr, permet à l'offre de se diversifier considérablement. Cela aboutit à une fragmentation encore plus importante du marché.
Enfin, l'Internet fournit également la possibilité d'échanger des idées. Au sein de la communauté indépendante, des nombreux auteurs réfléchissent sur les mécanismes de jeu (game design, gameplay). Ils s'intéressent en particulier aux « attentes créatives » des joueurs (creative agenda). Les jeux de rôle issus de cette démarche sont souvent qualifiés de « narratifs » ou « narrativistes ». Ces jeux permettent en général de jouer des sessions courtes, de l'ordre de deux heures, et sans préparation, et convient bien à la première génération de rôlistes, quadra-quinquagénaire, actifs et ayant souvent une vie de famille, qui ne peut plus consacrer autant de temps au jeu.
La fin des années 1990 et le début des années 2000 sont marqués par un déclin important des ventes, souvent attribué à deux phénomènes : la concurrence des jeux de cartes à collectionner des jeux vidéo de rôle, captant un public jeune qui se serait tourné auparavant vers les jeux de rôles, et le vieillissement des premières générations de rôlistes qui n'ont plus le temps de jouer. Malgré cela, de nombreux jeux de rôle continuent à être édités, même si le marché reste un marché de niche, avec quelques milliers d'exemplaires vendus par an pour les jeux les plus courus. Le jeu de rôle atteint un point d'équilibre et se cherche un nouveau souffle en essayant de se tourner vers un public plus large ; par exemple, la 4e édition de Dungeons & Dragons, parue en 2008, est explicitement conçue pour attirer les joueurs de jeux vidéo.
Dans la deuxième moitié des années 2000 apparaissent des « rétro-clones » de Donjons et Dragons, c'est-à-dire des jeux inspirés, voire reprenant, les premières versions du jeu, en les rationalisant. La commercialisation de ces jeux a été impulsée par la licence OGL, qui a stimulé la créativité autour du jeu D&D, et a atténué la notion de plagiat. Ce mouvement est appelé “old school”, le jeu « à l'ancienne », ou OSR (old school revival). Outre l'aspect nostalgique et le « retour » à des parties de type « porte, monstre, trésor » (PMT), les jeux mettent en avant des règles simples, et une grande liberté des joueurs : si un joueur veut faire quelque chose, il le déclare, et le meneur de jeu accepte le résultat si le joueur est convaincant, ou bien il improvise une règle. Ce dernier point, le « de la maîtrise, pas des règles » (ruling, not rules), ou encore « initiative des joueurs plutôt que capacités des personnages » (players skills, not character abitilites), caractérise pour certains le mouvement old school,,.

### Années 2010
La fin des années 2000 a vu l'émergence d'un nouveau mode de financement : le financement participatif ou « foulancement » (crowdfunding). Un certain nombre de jeux de rôle y ont recours, les campagnes financement atteignant des sommes faramineuses : 1,3 M$ pour 7th Sea 2d edition en mars 2016, le record en France étant de 600 kEUR pour la traduction française L'Appel de Cthulhu 7e éd. en mars 2015. Le site Ulule relève qu'à la date du 24 novembre 2016 (donc depuis l'ouverture du site fin 2010), 21 000 personnes différentes avaient souscrit à un projet concernant les jeux de rôle, pour une centaine de projets ayant entre 18 et 3 766 participants (pour une médiane de 177 participants). Sur la plateforme Ulule, en 2016, la participation moyenne d'un souscripteur pour un jeu de rôle approche les 100 EUR.
Le phénomène a soulevé plusieurs polémiques :
- dans un certain nombre de cas, la campagne de financement est lancée avant que le projet ne soit vraiment démarré, il peut s'écouler plusieurs années entre la fin de la campagne et la parution des ouvrages ; c'étaient surtout des « erreurs de jeunesse » et les éditeurs ne lancent maintenant la campagne que lorsque le projet est bien avancé ; certains relèvent que le financement participatif s'apparente dans de nombreux cas à de la prévente, et que de tels délais sont en infraction avec les lois françaises ;
 parmi les retards les plus importants, citons Alas Vegas (financé en février 2013, livré en décembre 2017)[68], Axes and Anvils (financé en août 2012, toujours pas livré en août 2018)[69], Guide to the Village by the Sea (financé en juillet 2012, non livré en août 2018)[70], Myth and Magic Player's Guide (financé en mai 2012, non livré en août 2018)[71], Far West (financé en août 2011, toujours non livré en août 2018)[72], l'édition spéciale de Dearg (financé en mars 2013 et toujours non livré en août 2018)[73] et Pavillon noir 2e éd. (financé en septembre 2013, livré en juin 2018)[74] ;
- la démarche apparaît légitime aux joueurs/acheteurs lorsqu'il s'agit d'un « petit projet indépendant », soutenu par une structure n'ayant pas les moyens de faire l'avance de fonds ; il s'agit alors d'une forme de prévente qui était déjà pratiquée auparavant ;
- en revanche, le financement participatif est aussi utilisé par de « gros » éditeurs, soit pour sonder le marché (et donc moduler la qualité du produit et le nombre d'exemplaires imprimés), soit comme support de communication, ce qui remet en cause la légitimité de l'éditeur (l'éditeur prend un pourcentage du prix de vente car il prend le risque financier, mais là il n'y a plus de risque financier puisque le projet est financé avant l'impression)[75],[76] ; mais certains font remarquer que les « grands éditeurs » du jeu de rôle sont de petites structures à l'échelle de l'édition en général (deux personnes pour un acteur majeur, une trentaine de personnes pour un géant mondial), et qu'un projet « assuré » de faire un succès important nécessite une forte avance de trésorerie pour payer l'avance sur les droits d'auteur, les illustrateurs et maquettistes ainsi que les impressions en grand volume[77] ;
- de nombreux éditeurs proposent des articles exclusifs (goodies) et des rabais conséquents pour inciter à souscrire plutôt qu'à attendre une sortie en boutique ; cela peut parfois se révéler un piège, d'une part car la production de ces articles coûte cher et prend du temps, et d'autre part car les rabais, s'ils sont trop généreux, peuvent mettre en péril la santé financière de l'entreprise[78] ;
- le recours à une souscription ne permet pas en soi de régler un problème de trésorerie[79] ;
- l'animation d'une campagne de financement participatif prend beaucoup de temps et d'énergie aux auteurs et éditeurs[80].

Par ailleurs, le jeu de rôle a fait son entrée dans le domaine des études universitaires, en particulier dans le domaine de la sociologie (Laurent Trémel et Olivier Caïra en France), de la littérature comparée (Isabelle Périer, Coralie David) et du game design. Certains utilisent le néologisme « jeuderologie ». Il est l'objet de plusieurs colloques.

### Années 2020
Durant la première moitié des années 2020, le jeu de rôle sur table semble être passé dans la culture mainstream (tout comme d'ailleurs la culture geek) et les confinements successifs dus à la Covid-19 ont vu sa popularité commencer à grandir, en grande partie au travers des actual plays — mais aussi grâce à la diffusion des épisodes de la série Stranger Things —, où il est mis en scène,,. La pratique du jeu de rôle via table virtuelle est devenue dans le même temps une alternative en vogue à la table physique,.
Au début de l'année 2020, l'éditeur Wizard of the Coast estime que, :
- 40 millions de personnes jouent à Donjons et Dragons ;
- 40 % ont 25 ans ou moins, 11 % ont 40 ans ou plus ;
- 39 % sont des femmes.

La même année, la plateforme de jeu de rôle via table virtuelle Roll20 revendique 10 millions d'inscrits.
La « jeuderologie » poursuit aussi son avancée. Ainsi le jeu de société — dont le jeu de rôle sur table est un des composants — est promu afin d'être considéré comme faisant partie du patrimoine culturel (avec l'espoir d'une reconnaissance par l'UNESCO à la clé). Dans cette perspective, est développé en France le Fonds patrimonial du jeu de société, ou FPJS, une collection rassemblant des jeux de société et des jeux de rôle sur table ; il regroupe environ 17 000 jeux de société et 5 000 jeux de rôle et suppléments et procède d'une double intention : conserver le patrimoine ludique et servir d'équipement de recherche sur le jeu.
Par ailleurs, En 2024, Donjons et Dragons (et le jeu de rôle en général) fête ses cinquante ans. Afin de célébrer le jubilé du jeu, en région parisienne une exposition — constituée à partir du fonds sus-cité — lui est consacrée. Cette même année des colloques, ayant aussi pour thème le cinquantenaire du jeu de rôle, sont organisés en parallèle.

### Chronologie
Cet historique n'est pas une chronologie exhaustive (plusieurs centaines de règles ont été publiées tout au long du demi-siècle que compte l'histoire du jeu de rôle), mais se veut un panorama de premières fois, et donne un aperçu des différents « mondes » (le contexte) de jeu, et des derniers courants de fond qui agitent le jeu de rôle.

## Limites et interactions du jeu de rôle

### Se rassembler

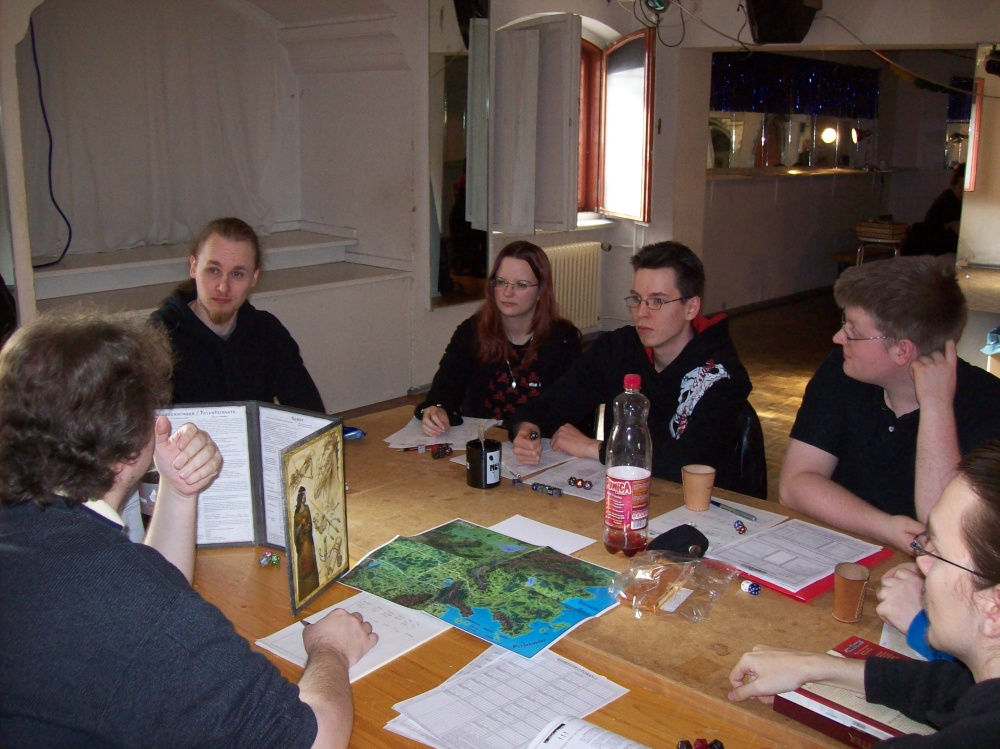
Joueurs du jeu L'Œil noir au Burg-Con à Berlin 2009. On notera la présence d'un écran, ou paravent, affichant un résumé des règles et permettant au meneur d'avoir des éléments sous les yeux tout en les cachant des autres joueurs.

Le jeu de rôle rassemble plusieurs joueurs autour d'une même table. Dans les jeux de rôle classiques, avec scénario et meneur de jeu, des apartés sont possibles entre joueurs ou entre le MJ et un ou plusieurs joueurs. Le jeu de rôle a pris son essor en tant que fiction verbale partagée à la première personne. L’histoire d’un petit groupe de personnages — un par joueur — dont les aventures sont dirigées par le scénario lui-même façonné par le meneur de jeu.
Cependant, pour des raisons pratiques — le meneur du jeu gérant l'ensemble de l'univers extérieur aux personnages —, il est nécessaire que les joueurs soient rassemblés la plupart du temps, ce qui conduit à ce que leurs personnages agissent souvent de concert. C'est l'une des principales limites du jeu de rôle classique : les personnages incarnés doivent dès le départ former un groupe ayant des intérêts communs. Cette limitation peut poser des problèmes aux joueurs souhaitant interpréter des personnalités fortes, qui n'ont pas nécessairement leur place dans un groupe, mais cela amène justement un côté intéressant : la gestion des conflits au sein du groupe, pouvant se solder de plusieurs manières (mort ou retrait d'un personnage, changement de point de vue, etc.).
Certains jeux nommés "jeux de rôles solos", ou "aventures en solitaire", font polémique au sein des communautés, pour savoir si ces jeux doivent être ou non considérés comme des jeux de rôle[réf. nécessaire].

### Limite temporelle
Le jeu de rôle se veut ludique et bon enfant. Il se peut aussi qu'il soit immersif dans une certaine mesure. Une partie de jeu de rôle a toujours un début programmé et une fin dans le temps réel : on s'assoit autour d'une table entre amis pour passer un bon moment le temps d'une soirée. L'immersion (plus ou moins importante, suivant les jeux et la personnalité des joueurs et du meneur de jeu) dans le personnage et dans la narration d’une histoire a bien lieu entre ces limites.

### Richesse du jeu de rôle: les interactions
Une partie de jeu de rôle est donc une interaction entre les participants. Il s'agit de la construction collective d'une histoire imaginaire qui se déroule et prend forme au fur et à mesure de l'avancement de la partie. Il ne s'agit pas de la construction d'un récit ou d'un spectacle, l'objet du jeu de rôle est le plaisir des participants à vivre dans l'instant l'histoire en construction.
On distingue classiquement deux sortes d'interactions :
- Le « roll-play » (traduction littérale : lancer les dés) ou le méta-jeu, aussi appelé le jeu rationnel : les participants utilisent leur rationalité de joueur pour susciter des situations intéressantes, ils mettent en œuvre des stratégies à partir de connaissances que ne peuvent pas avoir les personnages interprétés (par exemple : la connaissance des règles du jeu) ; ils pourront ainsi agir en fonction de ce qu'ils anticipent des motivations des autres joueurs et de leur personnage ; cette position implique une distance analytique avec l'imaginaire.
- Le « roleplay » ou l'interprétation du rôle, aussi appelé jeu théâtral : le participant se concentre sur son personnage imaginaire, endosse la rationalité et les émotions de celui-ci ; il met de côté ce qu'il peut comprendre en tant que joueur pour adopter une proximité subjective avec l'imaginaire.

Selon les pratiques de jeu de rôle, chacun de ces niveaux peut avoir plus ou moins d'importance. Certains rôlistes s'attachent plus au jeu rationnel en cherchant par exemple à faire progresser les statistiques de leurs personnages ou encore à résoudre une énigme, ce qui peut se faire en excluant totalement l'interprétation du rôle. À l'inverse, l'interprétation du rôle peut revêtir pour d'autres rôlistes une importance considérable, les émotions du personnage étant le seul centre d'intérêt pour le participant. Nombre de rôlistes articulent constamment les deux niveaux pour instaurer une sorte de dialogue entre eux. Le jeu rationnel permet par exemple de construire des situations intéressantes à vivre en roleplay. À l'inverse, le roleplay peut servir à donner de la profondeur au personnage et à rendre plus convaincants les succès du jeu rationnel.

### Processus créatif
Une partie de jeu de rôle produit une histoire. Cela donne lieu à plusieurs phénomènes :
- la réutilisation d'éléments de parties de jeu de rôle pour le scénario d'œuvres de fiction, dont des exemples sont donnés dans la section Œuvres autour des jeux de rôle ;
- la réécriture sous forme de roman de parties de jeu de rôle, ou replay, pratique très courante au Japon ; en France, ce procédé a été utilisé pour la présentation du jeu de rôle La Griffe et le croc[99], le jeu débutant par un roman relatant la campagne originale et servant à présenter l'univers fictionnel ;
- l'utilisation des mécanismes des jeux de rôle pour la création d'une œuvre, l'œuvre n'étant plus un « produit dérivé » d'une partie mais la finalité du processus ; par exemple, pour l'ouvrage collectif Jadis[100], cinq auteurs et illustrateur ont travaillé sur un texte en se plaçant chacun du point de vue d'un personnage unique du monde fictionnel, sans posséder la totalité des informations sur le monde, et sous la coordination de deux des créateurs qui imposaient des lieux et des dates[101].

Certains considèrent que tout processus de création d'une fiction passe par une phase de contenu fictionnel malléable avant d'être fixé, les notions de brainstorm, pour un auteur unique, ou de maelström pour un ouvrage collectif, ne sont donc pas propres au jeu de rôle mais sont générales à toute activité de création. Cette notion de processus créatif pose la question de la notion « d'auteur » dans le cadre du jeu de rôle : la narration est une œuvre collective produite par le groupe de joueurs, avec des rôles dissymétriques (meneur de jeu/autres joueurs), et dans laquelle interviennent des éléments narratifs développés par les créateurs du jeu, qui orientent le scénario, avec souvent l'intervention du hasard.

## Polémique historique: «rôle» avec ou sanss
Historiquement, la première orthographe fut « jeu de rôle » (sans s à rôle), correspondant à l'orthographe utilisée en psychologie. Dans les années 1980, on commença à écrire « jeu de rôles » (avec un s à rôle). Actuellement, les deux orthographes sont utilisées ; on peut par exemple lire l'orthographe sans s dans la version 3 de Donjons et Dragons (2000) et lire l'orthographe avec un s dans l'édition 3.5 (2003)…
Les tenants du s justifient que l'on joue plusieurs rôles. Grammaticalement, le changement n'est pas anodin, en effet, « rôle » étant le complément du nom « jeu » :
- sans s, le rôle est un indénombrable, en quelque sorte la « matière » dont est fait le jeu, le rôle est donc la nature du jeu ;
- avec un s, le rôle peut être vu comme un accessoire du jeu au même titre que les crayons ou les dés.

On peut faire un parallèle avec les expressions « jeu de société » — il y a plusieurs groupes de joueurs (sociétés), mais on ne met pas de « s » car c'est la nature même du jeu (être joué en société, à plusieurs personnes) — et « jeu de cartes » — les cartes sont ici un accessoire de jeu, mais dire que l'on utilise des cartes n'indique pas grand-chose sur la nature du jeu (en solitaire ou à plusieurs, utilisant le hasard, le bluff, la réflexion…).

L'académie française a cependant tranché pour l'orthographe sans s à rôle ; dans la 9e édition de son dictionnaire elle écrit : 
« Jeu de rôle : jeu collectif fondé sur la simulation, où chaque participant joue un rôle sous la direction d’un maître de jeu. »

## Jargon
Dès le début, les pratiquants du jeu de rôle, les rôlistes, ont développé un jargon technique à base de franglais, les premiers jeux n'étant disponibles qu'en anglais. Certains termes français, créés dans des clubs, se sont répandus à la faveur des conventions et par les journaux spécialisés.

## Systèmes de jeu
Dans un sens restreint, le terme « système » désigne le « moteur de jeu », c'est-à-dire un ensemble de règles du jeu chargé de traduire les idées des joueurs en actions des personnages et réciproquement, ainsi qu'un univers fictionnel généralement différent du monde réel et plus ou moins élaboré (reposant souvent sur les principes du worldbuilding).
En pratique, le système ne peut rendre compte de la totalité du monde réel ou imaginaire. Cette insuffisance radicale est une des causes majeures du foisonnement des jeux de rôle, chacun réglant à sa façon cette difficulté par
- L'évitement
- Le développement
- La fusion

L'évitement : le jeu assume une certaine focalisation sur certains aspects, et adapte l'univers en conséquence. C'est la stratégie la plus générale, ce qui explique qu'il est rare de retrouver le même système dans plusieurs jeux. Les règles sont considérées comme interprétatives, le bon sens des joueurs restant primordial même si on admet une certaine latitude héroïque (permettant par exemple des performances athlétiques significativement au-delà des records mondiaux).
Le développement : le jeu assume une certaine incomplétude, et, à l'instar d'un progiciel, il laisse les joueurs lui donner véritablement corps. Ce type de stratégie est apparu dès 1975 avec le système de jeu Tunnels et Trolls, de Ken St. Andre, conçu pour fournir aux joueurs des règles simples, souples et modulaires (certaines étant même explicitement facultatives ou alternatives), et dans lequel on trouve des orientations pour créer un univers ou de nouvelles espèces. Par la suite, ce type d'approche a plus été utilisé pour la partie monde, ou un scénario, à charge pour les joueurs d'y coller un système de leur choix (voir, par exemple, la série des Citybooks, de Flying Buffalo). Cependant, plusieurs systèmes véritablement "génériques" ont été créés avec une idée universelle, notamment le système Basic Role-Playing, extrapolé en 1980 de RuneQuest (qui, lui, date de 1978), GURPS (Generic Universal RolePlaying System, de 1986) qui ne fixe que les « règles physiques » inhérentes au système, laissant une totale liberté d'interprétation quant au choix de l'univers du jeu (médiéval, contemporain, anticipation…), ou encore le système des séries Rolemaster et Spacemaster.
La fusion : solution radicale et parfois présentée de façon très élégante, elle consiste à faire du système l'univers : il n'y a rien dans l'univers que ce que le système peut traduire. Cela permet au joueur d'assumer sa nature de joueur jusque dans l'univers du jeu. C'est généralement la solution pour les jeux informatiques, elle est plus rare autour de la table.
Plus récemment, au sein de la communauté de The Forge (en), le terme « système de jeu » a pris une définition plus large englobant tout ce qui contribue à ce qui se passe autour de la table, y compris les éléments exogènes. Pour lever l'ambiguïté, on parle parfois de « système au sens forgien ». On trouve aussi le terme « système de joueurs » (pour ce qui concerne les participants), là où le « système de jeu » régit les mécaniques pour décrire l'univers de la fiction.

## Critiques du jeu de rôle
Les produits et la pratique du jeu de rôle ont soulevé de nombreuses critiques, à l'identique d'autres produits culturels tels que les œuvres littéraires ou cinématographiques : « accusation de machisme, violence, racisme, rejet de l'hégémonie culturelle américaine (ou nippone), critique des conceptions de l'homme et de ses motivations, etc. » De plus, les confusions entre les différentes formes de jeux de rôle ludiques et non ludiques, et l'image confuse transmise par les médias n'ont généralement pas favorisé la compréhension auprès du grand public.
Le milieu du jeu de rôle est aussi peu capable d'agir en groupe de pression. La pratique du jeu de rôle au sein d'une population est difficile à cerner et très mal représentée auprès des institutions et médias : cette activité de divertissement touche un nombre relativement faible de pratiquants, l'organisation associative est faible (ou dispersée) en raison d'une pratique généralement privée (pas d'infrastructure nécessaire), et le marché de l'édition est trop marginal pour avoir un poids financier (ou publicitaire). Le jeu de rôle n'est ainsi l'objet d'aucune enquête statistique d'envergure, et les fédérations ne représentent qu'une mince portion des joueurs.
Les critiques envers le jeu de rôle (sur table) se sont manifestées principalement durant les années 1990 dans divers pays occidentaux, soutenues par des mouvements de parents ou des mouvements spirituels indépendants. Pour le sociologue Olivier Caïra, le désintérêt ultérieur des critiques s'explique par le caractère très marginal de ces jeux dans la production culturelle, et par le déplacement des critiques vers les jeux vidéo et les musiques électroniques.

## Conception des jeux de rôle

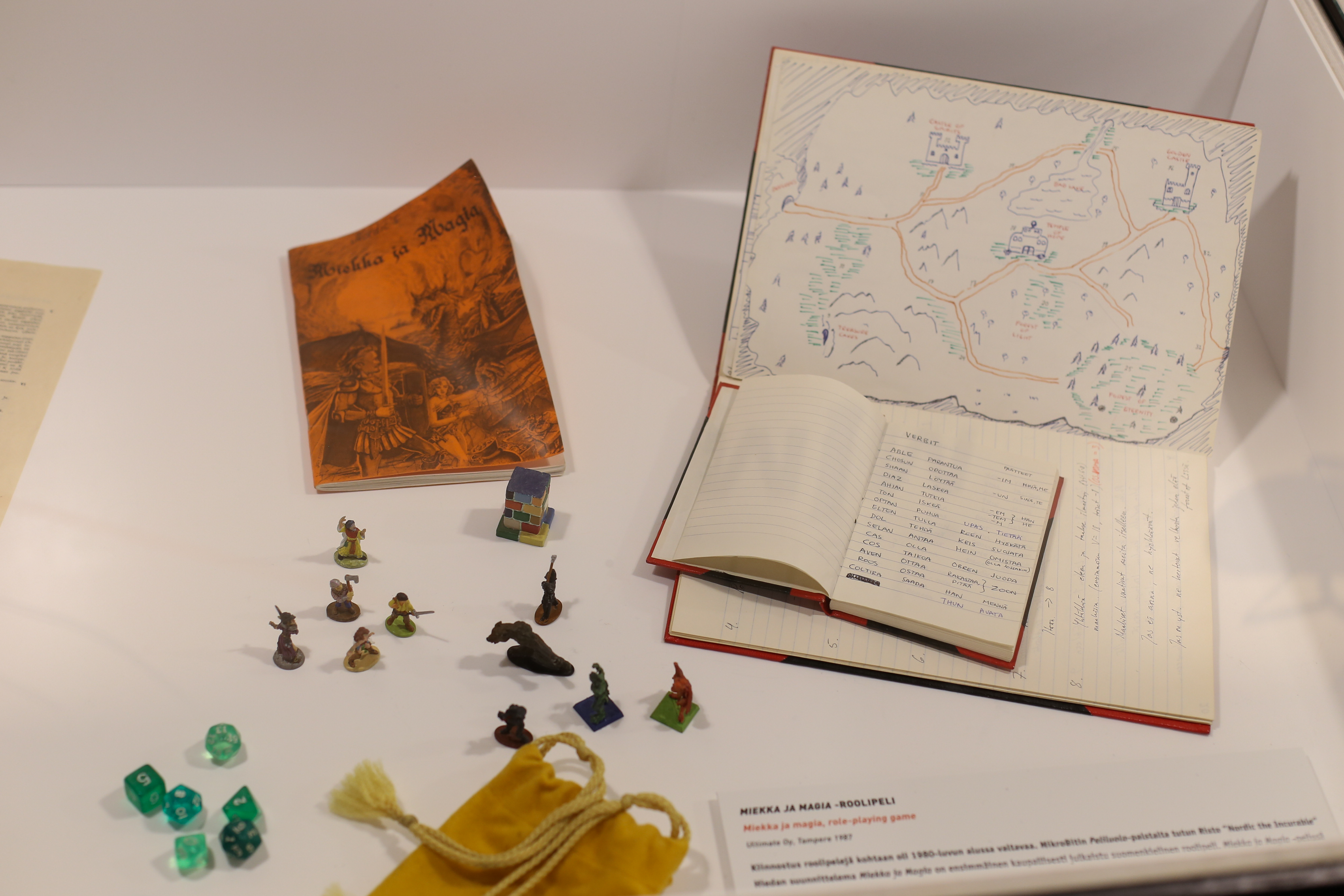
Composants du jeu de rôle Miekka ja Magia de Risto Hieta exposés au Musée des médias Rupriikki (Finlande).

De l'idée initiale de l'auteur jusqu'au déroulement de la partie de jeu organisée sur table par un meneur de jeu, de nombreux intervenants sont mis à l'œuvre dans la conception d'un jeu de rôle.

### Concepteurs de jeux de rôle
Il existe un grand nombre d'auteurs et concepteurs de jeux de rôle, dans plusieurs pays.
Note : Le Guide du rôliste galactique maintient à jour une liste de concepteurs de jeux de rôle, présents et passés, intégrant une grande partie de ces derniers. Sont aussi présents dans cette liste, en plus des auteurs, les traducteurs, illustrateurs, graphistes et maquettistes.

### Éditeurs de jeux de rôle
Il existe un grand nombre d'éditeurs de jeux de rôle, dans plusieurs pays.
Note : Le Guide du rôliste galactique maintient à jour une liste d'éditeurs de jeux de rôle, présents et passés, intégrant une grande partie de ces derniers.

### Coûts de production et rémunérations dans le jeu de rôle
En France, en 2012, « [ce secteur] est en marge complète du monde traditionnel de l'édition » ; « les prix des [ouvrages] sont calculés au plus juste par les éditeurs » et « [très peu] de […] personnes vivent exclusivement du jeu de rôle ». Cependant dès 2015, la perspective du passage par le financement participatif est une bouffée d'air pour les porteurs de projets.

## Jeu sur Internet
À l'identique d'autres jeux de société, la pratique traditionnelle autour d'une table a été adaptée à une pratique sur Internet. Cette pratique est assez marginale, relativement au petit nombre de joueurs (en comparaison des jeux vidéo de rôle) et peu visible dans les médias généralistes ou spécialisés.
 (mars 2018).
Si vous disposez d'ouvrages ou d'articles de référence ou si vous connaissez des sites web de qualité traitant du thème abordé ici, merci de compléter l'article en donnant les références utiles à sa vérifiabilité et en les liant à la section « Notes et références ».

### Par correspondance
Qu'il soit par courrier, par courriel ou par forum, il repose sur le même principe que le jeu classique, sauf qu'au lieu de communiquer directement, les joueurs, chacun à leur tour, décrivent leurs actions par écrit. Le meneur de jeu commence par un texte de lancement, puis attend la réaction ou l'action de chaque personnage avant de poursuivre l'histoire, en tenant compte des interventions de chaque joueur et en fonction du résultat de leurs actions. En général, seul le meneur de jeu effectue les jets de dés qui déterminent la réussite (ou l'échec) de ces actions. Le meneur de jeu en question n'est pas essentiel au bon déroulement du jeu.
(On peut également noter qu'il est apparu des logiciels permettant le partage de résultat de jets de dés aléatoires.)

### Par forum
Le jeu de rôle par forum est la forme la plus développée du jeu de rôle par correspondance. Ce succès est dû à l'apparition de formules gratuites de création et d'hébergement de forums tels que Xooit ou Forumactif qui ont démocratisé la création de forums.
Ce genre de jeu privilégie la diversité, la plupart des univers des jeux par forum étant des créations originales des créateurs du forum. Cela ne signifie pas pour autant que tous les forums possèdent un univers original. Certains auteurs réutilisent en effet un univers déjà existant, issu de la littérature (Le Seigneur des anneaux, Eragon...), du cinéma (Star Wars, la trilogie Matrix...), des mangas (Naruto, Saint Seiya...), et même de certaines gammes de jouets quand celles-ci possèdent un univers étendu (Lego Bionicle). Ces pratiques s'apparentent à la fanfiction.
Ce style de jeu permet généralement une plus grande liberté par rapport au jeu de rôle classique. Certains jeux de rôle par forum s'affranchissent ainsi du besoin d'un maître de jeu et d'un système de règles. Les joueurs évoluent ainsi dans une liberté quasi complète, étant seulement limités par le règlement et le choix de l'univers. Des modérateurs sont généralement présents, mais uniquement pour éviter des abus, à la manière d'un forum plus classique.
De la même manière, beaucoup de jeux en ligne multijoueur à priori non destinés à cet usage sont employés comme support roleplay par des communautés qui se rassemblent alors en couplant le jeu avec un forum. On pourra citer des jeux comme World of Warcraft (avec les sites Ashbringer.fr ou Kirin Tor) ou Minecraft (à l'image des communautés Herobrine.fr ou Esperia), qui permettent nativement une grande liberté d'action pour le joueur évoluant dans l'univers offert.

### En ligne, à distance ou sur table virtuelle

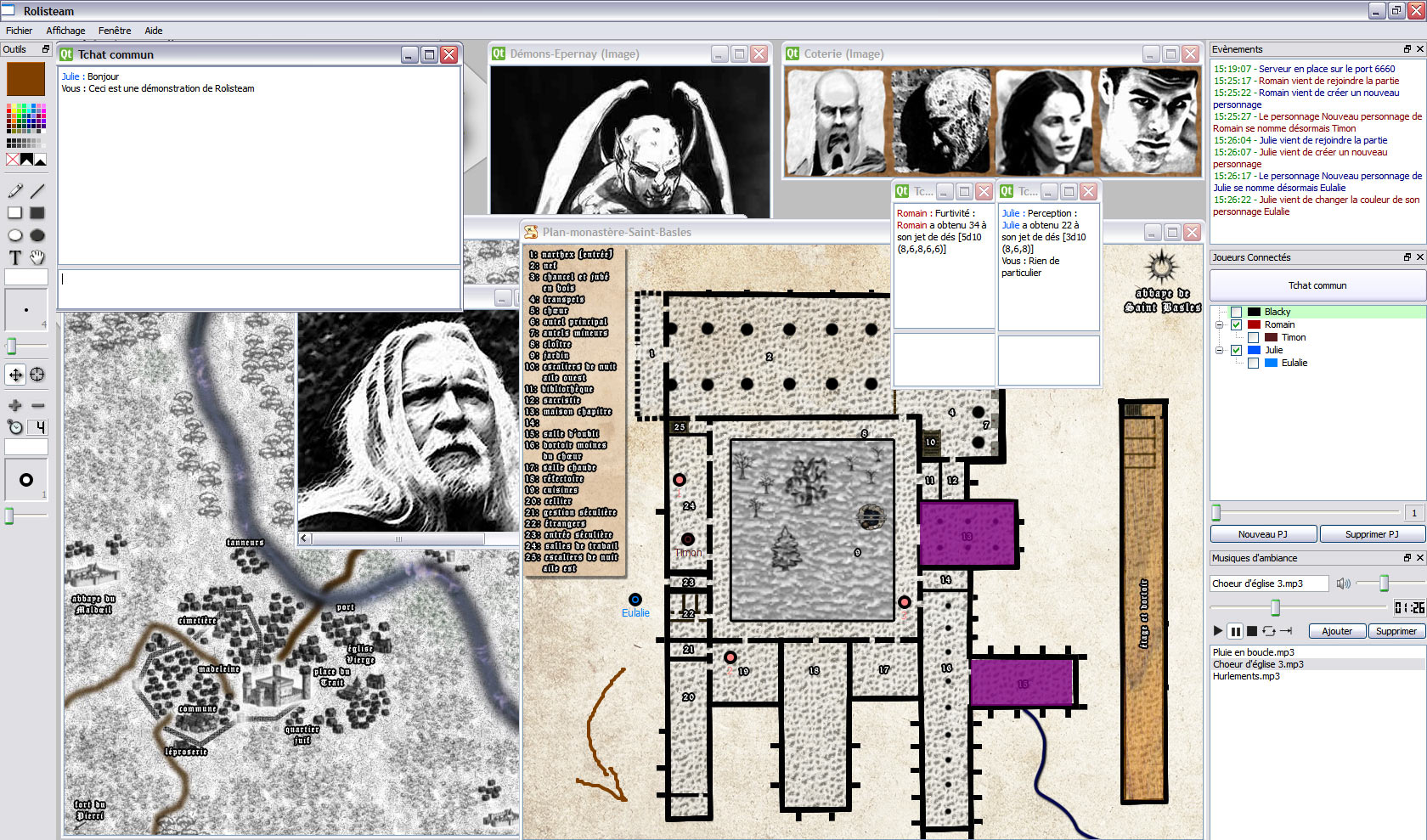
Exemple de table virtuelle avec un logiciel spécialisé.

Le jeu de rôle en ligne s'est développé grâce au protocole IRC (1988) qui permet à plusieurs joueurs de chatter ensemble sur le même canal pour faire du dialogue intradiégétique (roleplay) textuel en ligne. IRC permet d'afficher une action par une simple commande textuelle et il est possible d'ajouter d'autres commandes, par exemple pour simuler les lancers de dés. Il existe également des bots IRC qui peuvent servir à simplifier le jeu en gérant les lancers de dés ou à favoriser l'immersion en réagissant comme les PNJs des MUD ou encore en décrivant un lieu ou une scène spécifique lors de l'arrivée sur un canal. Cette pratique a évolué avec le développement de la messagerie instantanée à la fin des années 1990. On peut par exemple citer MSN qui grâce à une extension reprend la commande d'action d'IRC et permet l'ajout d'un script de lancer de dés.
Le développement de la voix sur IP a rendu possible le jeu par audioconférence ainsi que par visioconférence. Plus proche du jeu de rôle traditionnel cette pratique s'accompagne souvent d'une table virtuelle afin de suppléer le chat vocal,. Les tables virtuelles, tels que Rolisteam, Roll20, Let's Role, FoundryVTT ou Fantasy Grounds, permettent à un groupe de joueurs de discuter textuellement, de partager et visualiser des images, de gérer des plans et cartes, et bien entendu d'effectuer des lancers de dés.
Les avantages : organisation facilité (temps de transport en moins, pas de nécessité de local, recherche de joueurs sur Internet), enregistrer des parties dans l'état, garder l'historique pour faire un résumé en début de partie prochaine,.
Les inconvénients : pas de rencontre physique alors que le jeu de rôle est une activité de société et une dispersion de l'attention en raison du multi-fenêtrage et du fait de ne pas être directement observé par les autres joueurs.
Début 2017, la plateforme Roll20 revendique deux millions d'utilisateurs ;
elle en annonce près de 5 millions en mars 2020 et plus du double en 2022, soit 10 millions.

## Publications spécialisées
- Casus Belli, le plus ancien (apparu en 1980) et le plus célèbre magazine, a disparu en 1999 avec le numéro 122. Il est repris quelques mois plus tard par une autre société éditrice qui arrête également la publication, après le numéro 39 de novembre 2006. Casus Belli Presse, rachète la franchise et l'édition reprend le 4 août 2010 ; dans sa troisième incarnation, le magazine s'arrête au numéro 5, en mars 2011. C'est ensuite Black Book Éditions qui décide de continuer l'aventure, avec un premier numéro paru fin 2011[120].
- Jeu de Rôle magazine : ce magazine bimestriel, lancé en mai 2008, était édité par l'association « Promenons-nous dans les bois » et se basait sur un réseau de contributeurs volontaires. Il n'était lié à aucun éditeur, mais il a été racheté en mai 2014 par le Département des sombres projets. Il défend une approche généraliste du jeu de rôle.
- Plato : magazine consacré aux jeux de société a ouvert ses pages aux jeux de rôle.
- RPG Magazine : un magazine bimestriel qui traite à la fois de jeux vidéo, de jeux de société, de JdR sur table…

Il existe aussi un grand nombre de fanzines édités par des associations de joueurs.
Magazines disparus
- Anunnaki, par le 7e Cercle ;
- Backstab ;
- Black Box : magazine francophone (théoriquement) bimestriel traitant des jeux de rôle ; édité par Black Book Éditions, il n'a connu que 3 numéros ;
- Bob'Zine, le jeu de rôle à la bonne franquette : magazine francophone trimestriel lancé en novembre 2008 par Taverne Productions[122] ;
- Chroniques d'Outre-Monde (COM) ;
- Dragon magazine ;
- Dragon Radieux ;
- Dragon Rouge : lancé en juin 2008, ce magazine bimestriel francophone traite des jeux de rôle, et plus particulièrement de Donjons et Dragons. Lié à l'éditeur français de la 4e édition de Dungeons & Dragons, Play Factory, qui édite également Dragon Blanc ; le numéro sept de Dragon Rouge sera le dernier à paraitre en kiosque, l'éditeur se penchant sur la possibilité d'éditer le magazine en ligne[123] ;
- D20 magazine ;
- DXP ;
- Fantasy.rpg (nouvelle mouture de Backstab en 2005) ;
- Graal ;
- Info-jeux magazine ;
- Jeux & Stratégie (J&S) traitait de nombreux types de jeux, pas seulement de jeux de rôle, mais a beaucoup contribué à leur popularité de par sa large audience (initialement affilié au groupe Science & Vie) ; il a également édité les deux premières versions de Mega sous la forme de numéros hors série ;
- Les Carnets de l'Assemblée : magazine francophone bimestriel de jeu de rôle, contenant un dossier et des scénarios ;
- Magnus ne se consacrait pas uniquement aux jeux de rôle « sur table », mais aussi aux autres jeux qui partagent le même socle imaginaire (jeux vidéo, cartes, etc.) ; il a cessé de paraître début 2006 ;
- Miroir des Terres Médianes, 12 numéros parus de 1985 à 1991 pour Rêve de Dragon ;
- Plasma, par Siroz/Asmodée ;
- Role mag' ;
- Runes ;
- Tatou, par Oriflam ;
- White Dwarf : toujours publié, c'est l'organe officiel de Games Workshop. Dans les années 1980, il contenait des articles sur le jeu de rôle, mais de nos jours il est exclusivement orienté vers les jeux de figurines de la gamme Games Workshop ; on n'y trouve plus aucun article sur les JdR, ceux-ci ont été remplacés par des conseils de peinture, de modélisme, ainsi qu'un développement important des univers de ces jeux (background ou fluff).

## Œuvres autour des jeux de rôle
Un certain nombre d'œuvres sont inspirées des jeux de rôle, soit en reprenant des univers développés spécifiquement dans des jeux de rôle, soit en mettant en scène des jeux de rôle dans l'œuvre. Ces créations sont souvent le fait de personnes elles-mêmes joueuses. Il peut simplement y avoir une inspiration commune entre les œuvres et les univers de jeu, nous nous limiterons donc ici à des œuvres ayant un lien direct avec les jeux de rôle.

### Bandes dessinées
En bande dessinée, nous avons déjà cité la série Donjon créée par un groupe d'auteurs dont Lewis Trondheim. On peut également mentionner Le Donjon de Naheulbeuk de Pen of Chaos et Reflets d'Acide de JBX, qui sont des adaptations des séries audio par les auteurs eux-mêmes.
Le maître de jeu de E. Corbeyran et G. Charlet (éd. Delcourt), met en scène des rôlistes dans une intrigue mêlant une vengeance sordide et un secret de famille terrible.
Les gags de la BD humoristique Kroc le Bô, personnage de Casus Belli créé par Bruno Chevalier et Thierry Ségur, ont été édités chez Delcourt. Les Irrécupérables, autre BD humoristique qui paraissait dans Casus Belli, a aussi été éditée à part en un volume. Les Chroniques de la Lune Noire sont la mise en dessins des parties de AD&D de François Marcela-Froideval, personnalité connue du jeu de rôle français.
Les auteurs de Kroc le Bô ont également publié la série en trois volumes les Légendes des Contrées Oubliées qui trouve son inspiration dans un univers médiéval fantastique original ; cette série a elle-même été adaptée en jeu de rôle à des fins d'initiation. Les écrits de Lovecraft et le jeu de rôle L'Appel de Cthulhu ont inspiré L'Île des morts de Thomas Mosdi et Guillaume Sorel.
Le cycle d'Okko, de Hub, chez Delcourt, s'inspirent du jeu de rôle Le livre des cinq anneaux. Les tomes de cette série font d'ailleurs directement référence aux cinq éléments fondateurs dans la cosmogonie de l'univers de ce jeu : l'eau, la terre, l'air, le feu et le vide.
D'autres bandes dessinées humoristiques mettent en scène directement les rôlistes durant leurs parties de jeu de rôle. De 1984 à 1987 paraît dans le magazine de bande dessinée Tintin une bande dessinée Donjons et Dragons, par Bosse et Darasse, montrant les soirées de jeu d'un groupe de rôlistes ; le titre de la série reprend directement celui de Donjons et Dragons, le tout premier jeu de rôle. Les Chevaliers de la Table of the Salon de J. R. Blackburn, ou bien la série de comics Dork Tower de John Kovalic. De façon plus détournée, le jeu de rôle a aussi inspiré les personnages de nombreuses bandes dessinées comme De Cape et de Crocs ou Gorn.
Dans un autre style, la bande dessinée COPS (éd. Delcourt, 2008), se déroule dans l'univers de jeu éponyme (2003), tout comme c'est le cas plus récemment de la bande dessinée Capitaine vaudou — parue chez le même éditeur en 2022 —, qui adapte l'univers du jeu du même nom — sorti en 1991 pour ce qui est de sa première édition —, avec au scénario un des auteur du jeu, Jean-Pierre Pécau. Emmanuel Roudier, quant à lui, fait des allers-retours entre ces deux médias en publiant aussi bien des bandes dessinées dépeignant les hommes de la préhistoire, qu'un jeu de rôle (Würm, 2011 et 2020) qu'il illustre de la même façon de ses dessins consacrés à cette période.

### Littérature
Concernant la littérature, outre les romans ayant directement inspiré des jeux de rôle (comme Le Seigneur des anneaux ou La Compagnie des glaces), il y a aussi un grand nombre de romans qui ont été écrits en conjonction avec des jeux de rôle, des produits dérivés en quelque sorte.
Pour les productions américaines, citons Lancedragon (Dragonlance) d'après la campagne de Donjons et Dragons et l'œuvre immense de Raymond Elias Feist (exception faite pour Faërie) ou encore l'épopée de Drizzt Do'Urden l'elfe noir par Robert Anthony Salvatore.
Au Royaume-Uni, il existe d'importantes publications sur le monde de Warhammer, accompagnant les gammes Warhammer Fantasy (de type médiéval fantastique) et Warhammer 40 000 (de type science-fiction).
En France, des auteurs de fantasy tels que Mathieu Gaborit, Fabrice Colin, Charlotte Bousquet et plus récemment Jean-Philippe Jaworski sont ou ont été rôlistes, voire auteurs de jeux de rôle, avant de passer à l'écriture ou conjointement avec leurs activités littéraires. Quelques franchises de jeux de rôle françaises ont aussi été développées sous forme de romans, en particulier Nephilim ou Les Héritiers (avec le roman éponyme de Fabien Clavel, 2021). Cédric Ferrand — qui est aussi dans le cas des auteurs sus-cités — a quant à lui bouclé la boucle en adaptant en 2015 son roman Wastburg en jeu de rôle,, tout comme c'est le cas — plus récemment, en 2022 — de l'auteur de jeux et romancier Romain d'Huissier qui a adapté lui-même sa trilogie romanesque, Chroniques de l'étrange, à ce type de media.

### Films
On recense en revanche peu de films directement adaptés de jeux de rôle.
Le tout premier film mettant en scène le jeu de rôle sur table est le film de cinéma E.T., l'extra-terrestre (Steven Spielberg, 1er décembre 1982) ; dans ce film généraliste, on trouve en effet la scène la plus connue présentant des participants à un jeu de rôle : au début du film, le grand frère d'Elliot et ses amis participent à une partie de ce qui semble être Donjons et Dragons.
Vient ensuite le téléfilm Les Monstres du labyrinthe (Mazes and Monsters, Steven Hilliard Stern, 28 décembre 1982) avec Tom Hanks, Wendy Crewson et Chris Makepeace. Ce dernier est tiré du roman éponyme (Rona Jaffe, 1982) ; l'histoire est fondée sur la présentation que faisaient les journaux de la disparition de James Dallas Egbert III (en) et son lien supposé avec son activité de joueur ; le téléfilm donne une image délétère du jeu de rôle.
La première adaptation directe d'un jeu de rôle est Donjons et Dragons, film réalisé par Courtney Solomon en 2000 et inspiré du jeu de rôle du même nom, qui reçoit un accueil mitigé de la part des rôlistes en raison de ses nombreux écarts et incohérences par rapport au jeu supposément adapté.
On peut également citer Quintet de Robert Altman (1979), qui, quinze ans avant la sortie du jeu Killer de Steve Jackson Games, décrivait une murder party ; même si dans le film, le but est réellement de tuer, le moteur est bien le jeu contrairement à d'autres intrigues policières comme Dix petits nègres d'Agatha Christie.

### Bandes sonores
Une saga sonore diffusée en MP3 et inspirée par leur format des 2 minutes du peuple de François Pérusse, le Donjon de Naheulbeuk, de John Lang, plus connu sous le pseudonyme Pen Of Chaos, reprend de façon humoristique les travers des parties de jeu de rôle à travers les aventures d'un groupe d'aventuriers dans le sinistre donjon précité. Le Donjon de Naheulbeuk a également été adapté ou prolongé sur plusieurs autres supports (bande dessinée, romans, figurines) et a par la suite donné naissance à un jeu de rôle du même nom. Dans la même veine, citons Reflets d'Acide, série assez proche par beaucoup d'aspects mais essentiellement rédigée en alexandrins, dont le scénariste est par ailleurs l'auteur d'un jeu de rôle amateur, Reflets d'acier.

### Séries
La première adaptation est Le Sourire du dragon (Kevin Paul Coates, Dennis Marks, et Mark Evanier, 1983), une série animée adaptée de Donjons et Dragons.
En cours depuis 2012, la web-série The Fumble Zone est consacrée au jeu de rôle. La saison 1, achevée, se compose de treize épisodes.
La série Stranger Things (2015-) met en scène des parties de Donjons et Dragons. Les personnages, Mike, Lucas, Dustin, Will et Nancy utilisent les éléments du jeu pour expliquer les événements frappant Hawkins.

## Rôlistes célèbres

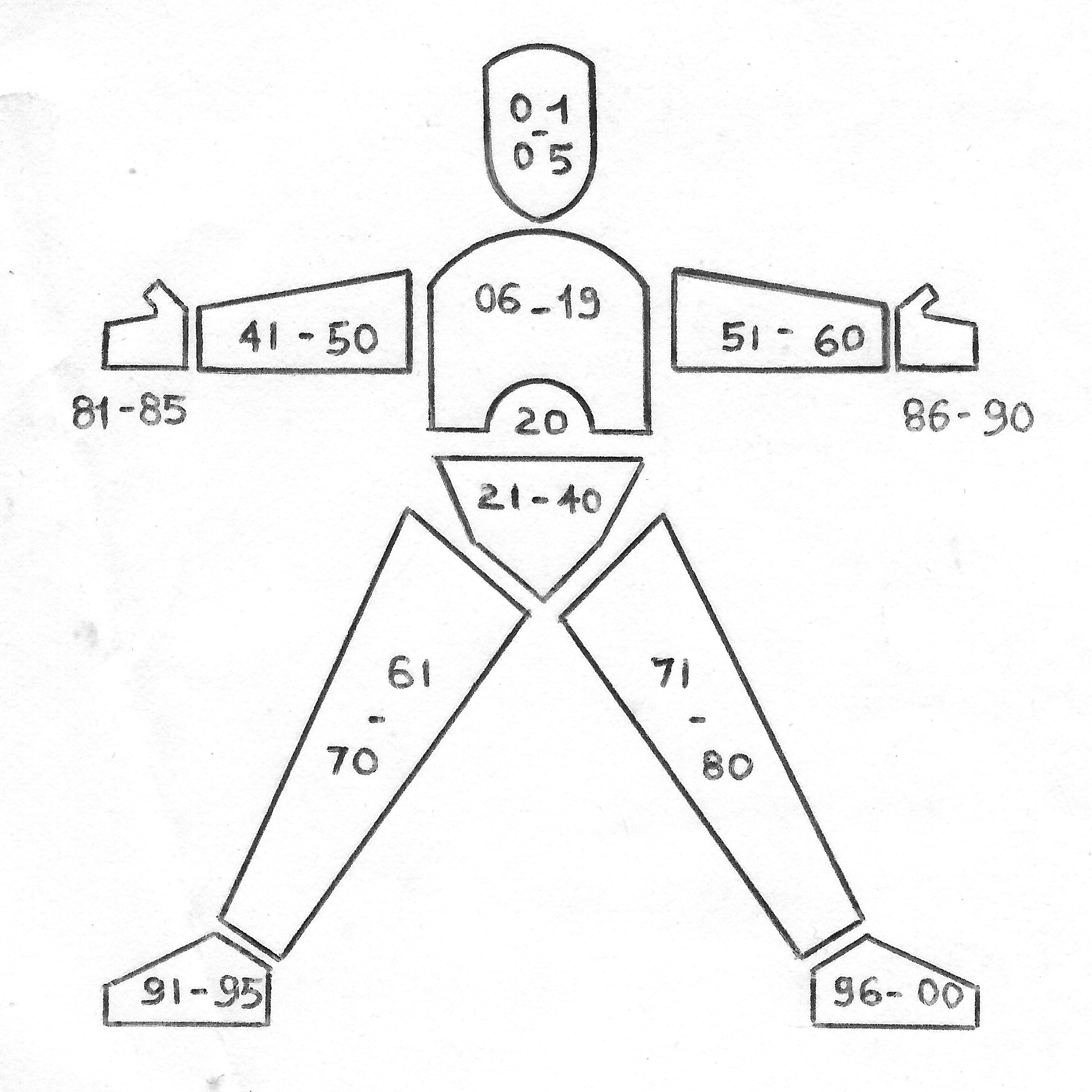
Silhouette pour jeu de rôle figurant les zones du corps susceptibles de subir une blessure selon le résultat du lancer d'un dé de pourcentage (d100).

### Rôlistes francophones
- Alexandre Astier (1974-), humoriste, réalisateur et comédien[132] ;
- Julien Aubert (1978-), député français Les Républicains du Vaucluse[133] ;
- Pénélope Bagieu (1982-), illustratrice et dessinatrice de bande dessinée[134] ;
- Boulet (1975-), blogueur et auteur de bandes dessinées[135] ;
- Éric Bourgier (1975-), scénariste et illustrateur de bande dessinée[136] ;
- Maxime Chattam (1976-), écrivain français[137] ;
- Alain Chabat (1958-), humoriste, comédien, réalisateur, scénariste et producteur de cinéma[138] ;
- Fabien Clavel (1987-), romancier[139],[140] ;
- Fabrice Colin (1972-), écrivain et journaliste français[141] ;
- Lionel Davoust (1978-), écrivain[142] ;
- André Deho Neves (1965[143]-2019), metteur en scène[144] ;
- Jean-Laurent Del Socorro (1977-), écrivain français[145] ;
- Laurent Fétis, écrivain[réf. nécessaire] ;
- Alexis Flamand (1970-), écrivain français[146] ;
- Mathieu Gaborit, romancier[147] ;
- Julie Gayet (1972-), actrice et productrice de cinéma française[148] ;
- Hub (1969-), auteur de bandes dessinées[149],[150] ;
- Jean-Philippe Jaworski (1969-), romancier français[151] ;
- Lionel Jospin (1937-), homme d'État français[152],[153] ;
- Kris (1972-), scénariste de bande dessinée[154] ;
- John Lang alias « Pen of Chaos », créateur de la série Le Donjon de Naheulbeuk ;
- Christian Lehmann (1958-), médecin et écrivain français[138] ;
- François Marcela-Froideval (1958-2025), scénariste de bandes dessinées et de jeux vidéo ;
- Julien Neel (1976-), auteur de bande dessinée[155] ;
- Joann Sfar (1971-), scénariste et dessinateur de bandes dessinées, romancier et réalisateur de cinéma[156],[157] ;
- Emily Tibbats (1976-), réalisatrice de courts-métrage, essayiste spécialisée dans les tueurs en série[158] ;
- Bernard Werber (1961-), romancier[159].

### Rôlistes anglophones
- David Benioff (1970-), scénariste ;
- Eric Bloom (1944-), chanteur et guitariste de Blue Öyster Cult ;
- John Cassel, scénariste[160] ;
- Claudia Christian (1965-), actrice et autrice de jeu de rôle[161] ;
- Stephen Colbert (1964-), animateur de télévision et humoriste[162] ;
- Terry Crews (1968-), acteur américain[163] ;
- Felicia Day (1979-), actrice et scénariste ;
- Benicio Del Toro, acteur ;
- Junot Díaz, auteur[164] ;
- Vin Diesel (1967-), acteur et cinéaste américain ;
- Larry DiTillio (1940-2019), scénariste de télévision ;
- Tim Duncan (1976-), basketteur américain[165] ;
- George Finn (1970-), acteur[160] ;
- Dan Harmon (1973-), acteur, scénariste et réalisateur ;
- Sasha Grey (1988-), actrice[166] ;
- Matt Groening (1954-), dessinateur, scénariste et producteur ;
- Amanda Lind (1980-), ministre suédoise de la Culture ;
- Joe Manganiello (1976-), acteur[167],[160] ;
- George R. R. Martin (1948-), romancier ;
- Ron Mathews, champion de crossfit[160] ;
- Tom Morello (1964-), guitariste de Rage Against the Machine[160] ;
- Kyle Newman, réalisateur[160] ;
- Courtney Solomon (1971-), producteur, réalisateur et scénariste de cinéma ;
- Zak Smith (en) (1976-), artiste plasticien, acteur pornographique et auteur de jeux de rôle[168] ;
- Vince Vaughn (1970-), acteur, humoriste et scénariste[160] ;
- Ryan Verniere, créateur de jeu vidéo[160] ;
- D. B. Weiss (1971-), scénariste[160] ;
- Paul Wight (1972-), catcheur[160] ;
- Robin Williams (1951-2014), acteur ;
- Wil Wheaton, acteur et écrivain américain ;
- Robert Hewitt Wolfe (en) (1964-), producteur et scénariste de série télévisée[169] ;
- Deborah Ann Woll (1985-), actrice[170].

#### Sites généralistes majeurs
- Guide du Rôliste Galactique (GROG), base de données sur les jeux de rôle ;
- La Scénariothèque, base de scénarios et aides de jeux ;
- Sden - site communautaire de jeux de rôle Le site de l'elfe noir : scénarios, aides de jeux, jeux amateurs, forum, etc. ;
- PTGPTB.fr , articles de fond, historiques, outils, récits personnels, etc. traduit de diverses sources anglophones (dont notamment l'e-zine du même nom) ;
- « Qu'est-ce que le jeu de rôle ? par Maxime Chattam », sur Casus TV (consulté le 2 mars 2023)  Chaîne Youtube de la revue Casus Belli
- Projet Jabberwocky, « Culture particulière #7 : Le Jeu de rôle », sur YouTube, 10 février 2017 (consulté le 13 février 2017), [vidéo] « Culture particulière #7 : Le Jeu de rôle », sur YouTube
- [vidéo] « L'invention du Roleplay — Ugende #1 », sur YouTube
- « Jeu de rôle et expérience de soi », sur Université Lille 3, 29 mars 2018 (consulté le 2 avril 2018)
- BiTS (Arte)
  - [vidéo] « RPG : L'agrégateur de la culture geek - BiTS #123 », sur YouTube, 1er mars 2017
  - [vidéo] « RPG : Le jeu de rôle est-il le renouveau de la narration ? - BiTS #132 », sur YouTube, 10 mai 2017

#### Associations
- Fédération française de jeux de rôle (FFJDR)
- Fédération Belge des Jeux de Simulation, informations concernant plus spécifiquement la Belgique.

### Divers
- La journée internationale du jeu de rôle aurait lieu le 24 avril.
- Le Free RPG Day (en), qui a lieu en juin, est une opération promotionnelle initiée aux États-Unis en 2007 et réitérée chaque année depuis.